# Iside

Iside

Iside o Isi, in lingua egizia Aset (traslitterato 3s.t) ossia trono, è una delle principali divinità egizie appartenente alla religione dell'antico Egitto. Dea dell'amore materno, della Stregoneria, della Luna e della magia, è originaria di Behbeit el-Hagar, nel Delta del Nilo. Divinità in origine celeste, associata alla regalità per essere stata primariamente la personificazione del trono, come dimostra il suo cartiglio che include il geroglifico "trono", faceva parte dell'Enneade.
Il suo culto si diffuse in seguito anche nel mondo greco-romano.
Fu menzionata per la prima volta durante l'antico regno, come una dei protagonisti del mito di Osiride, in cui fa risorgere suo marito, il re divino Osiride, dopo il suo assassinio, e crea e protegge il suo erede Horus.
Si credeva che aiutasse i morti a passare nell'aldilà poiché aveva aiutato Osiride. Era considerata la madre divina del faraone, che veniva comparato a Horus, e il suo comportamento materno veniva invocato negli incantesimi di guarigione.
In origine aveva una funzione limitata ai riti reali e dei templi, anche se era più importante all'interno delle pratiche funeraria e dei testi magici.
Durante il primo millennio a.C., Osiride ed Iside diventarono gli dèi egizi più venerati. I governanti in Egitto e in Nubia cominciarono a costruire templi dedicati perlopiù ad Iside, e il suo tempio a File era un centro religioso sia per gli egiziani che per i nubiani. Iside convogliò in se molti tratti di altre divinità, particolarmente di Hator, un'importante dea dei secoli precedenti.
I poteri magici attribuiti a Iside erano maggiori di quelli degli altri dèi, e si diceva che proteggesse il regno dai suoi nemici, che governasse i cieli e il mondo naturale e che avesse potere sul destino stesso.
Durante il periodo ellenistico, quando l'Egitto era governato dai greci, Iside cominciò ad essere venerata sia dai greci che dagli egiziani, assieme ad un nuovo dio, Serapide.
Il loro culto si diffuse in tutto il mondo mediterraneo. I seguaci greci di Iside le attribuirono nuovi tratti presi da altri dei greci, come l'invenzione del matrimonio e la protezione delle navi. Inoltre, conservò dei forti legami con l'Egitto e le altre divinità egiziane che erano popolari all'interno del mondo ellenistico, come Osiride e Arpocrate.
Quando la cultura ellenistica fu assorbita da Roma nel primo secolo a.C., il culto di Iside diventò parte della religione romana. I suoi seguaci erano una piccola parte della popolazione dell'impero romano, ma segni del suo culto sono stati trovati in molti dei suoi territori.
Il suo culto sviluppò festività distintive, come il Navigium Isidis, assieme a delle cerimonie di iniziazione simili a quelle di altri culti misterici greco-romani. Alcuni dei suoi seguaci affermavano che i poteri divini di Iside superavano tutti gli altri del mondo antico.
Il culto di Iside terminò con l'ascesa del cristianesimo durante il quarto e quinto secolo d.C. Il suo culto potrebbe aver influenzato alcune credenze e pratiche cristiane, come la venerazione di Maria, confluendo in questo insieme a altri culti mediterranei delle dee madri.
In seguito, Iside continuò ad apparire nella cultura occidentale, particolarmente all'interno dell'esoterismo e del paganesimo moderno, spesso come una personificazione della natura o dell'aspetto femminile della divinità.

## Nome e origini
Anche se alcune divinità egiziane appaiono nel tardo periodo Predinastico, né Iside né suo marito Osiride furono menzionati prima della quinta dinastia. Un'iscrizione che potrebbe riferirsi a Iside risale al regno di Nyuserre Ini, mentre appare in modo prominente all'interno dei testi delle piramidi, che cominciarono ad essere scritti verso la fine della dinastia e il cui contenuto potrebbe essere stato concepito molto prima.
Molti passaggi all'interno dei testi delle piramidi connettono Iside con la regione del delta del Nilo vicino a Behbeit el-Hagar e Sebennytos, dove lei e il suo culto potrebbero aver avuto origine.
Molti studiosi si sono concentrati sul nome di Iside per riuscire a determinare le sue origini.
Il suo nome egiziano era ꜣst o Aset, che diede la base per la forma coptica ⲎⲤⲈ (Ēse) e per il suo nome greco  Ἰσις, su cui è basato il suo nome moderno. Il nome in geroglifico è composto dal segno di un trono, che Iside indossa anche sul capo come simbolo della sua identità. Il simbolo serve come fonogramma, ma potrebbe anche rappresentare effettivamente un legame con i troni. 
Il termine egiziano per il trono potrebbe aver condiviso una etimologia con il suo nome, e Kurt Sethe ha suggerito che Iside potesse essere originariamente una personificazione dei troni. Henri Frankfort fu d'accordo, affermando che il trono era considerato come la madre del re, e quindi una dea, a causa del suo potere di fare di un uomo un re. 
Altri studiosi, come Jürgen Osing e Klaus P. Kuhlmann, hanno messo in dubbio questa interpretazione, a causa delle differenze fra il nome di Iside e la parola trono e per la mancanza di prove che un trono sia mai stato divinificato.
Qualunque siano le sue origini, Iside è strettamente connessa con il ruolo del re all'interno dei testi delle piramidi, la più antica fonte che descriva la sua natura. Il ciclo di miti intorno alla morte di Osiride e alla sua resurrezione si trova per la prima volta all'interno dei testi delle piramidi. Esso diventò uno dei miti egiziani più elaborati e influenti.
Iside ha un ruolo più attivo in questo mito rispetto agli altri protagonisti, e per questo, quando cominciò a svilupparsi all'interno della letteratura dal nuovo regno al periodo tolemaico, diventò uno dei personaggi letterari più complessi fra le divinità egizie.
Allo stesso tempo, Iside assorbì diverse caratteristiche da altre dee, portando la sua importanza anche oltre il mito di Osiride.
Durante il periodo tolemaico era spesso considerata una divinità universale.
Figlia di Nut e Geb, sorella di Nefti, Seth e Osiride, di cui fu anche sposa e dal quale ebbe Horus. Fu colei che grazie alla sua astuzia e alle sue abilità magiche scoprì il nome segreto di Ra.
Secondo il mito, raccontato nei Testi delle Piramidi e da Plutarco nel suo Iside ed Osiride, con l'aiuto della sorella Nefti recuperò e assemblò le parti del corpo di Osiride, riportandolo alla vita. Per questo era considerata una divinità associata alla magia e all'oltretomba.
Aiutò a civilizzare il mondo, istituì il matrimonio e insegnò alle donne le arti domestiche.

### Moglie e donna in lutto

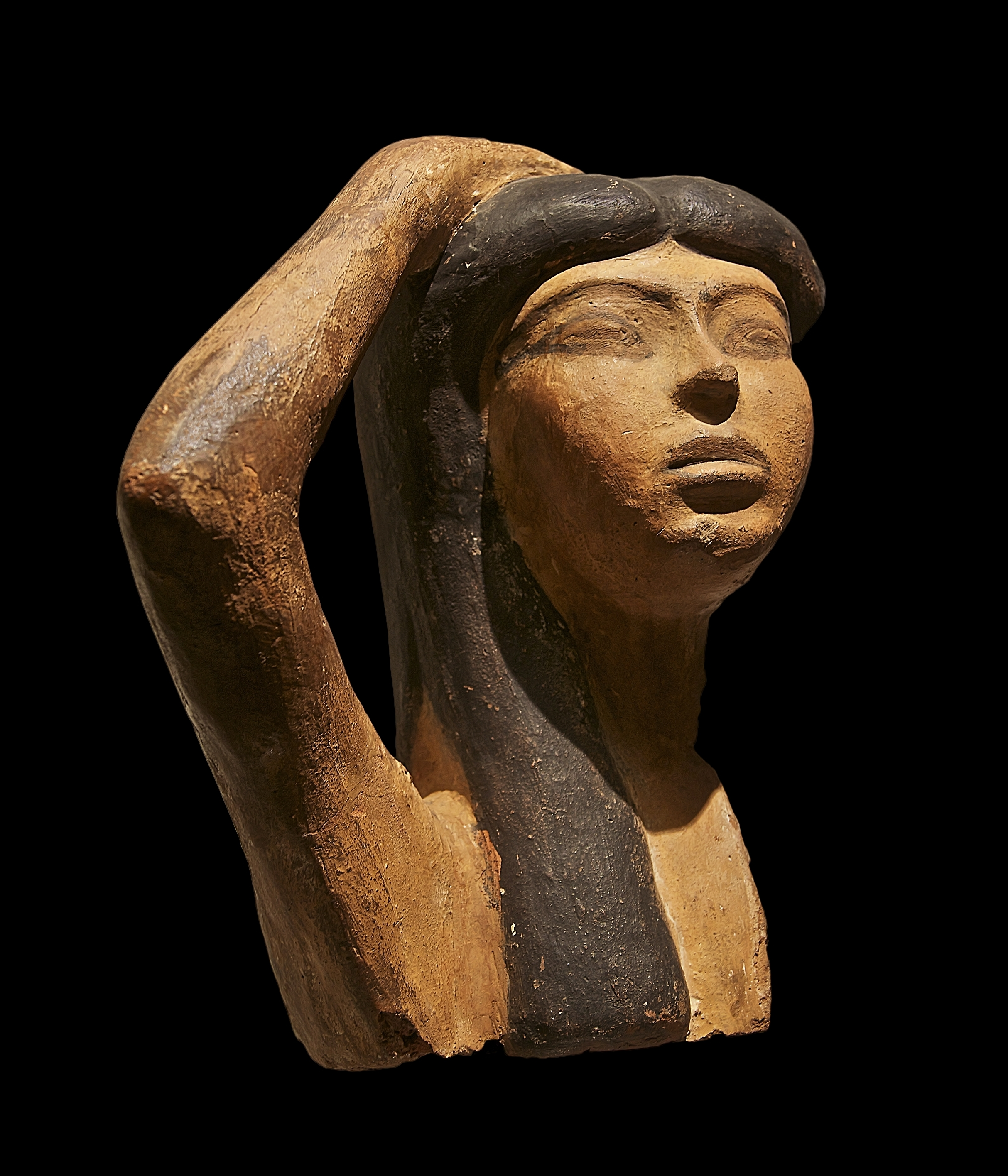
Statua di una donna, probabilmente Iside, in posizione di lutto

Iside è parte dell'Enneade di Eliopoli, una famiglia di nove dei discendenti del dio creatore, Atum o Ra, a seconda delle versioni. Lei e i suoi fratelli, Osiride, Set e Nefti, sono l'ultima generazione degli Enneadi, nati da Geb, dio della terra, e Nut, dea del cielo. Il dio creatore, il sovrano originale del mondo, passa la sua autorità attraverso la discendenza maschile dell'Enneade, facendo sì che Osiride diventi re. Di conseguenza Iside, sua sposa e sorella, diventa la sua regina.
Seth uccise Osiride e, in molte versioni del mito, smembrò il suo cadavere. Iside e Nefti, assieme ad altre divinità quali Anubi, cercarono i pezzi del corpo del fratello e lo riassemblarono.
Le loro azioni sono il prototipo mitico della mummificazione e di altre pratiche funerarie.
Secondo alcuni testi, Iside e i suoi fratelli dovettero proteggere il corpo di Osiride dalla dissacrazione da parte di Set e dei suoi servi. In questa fase del mito, Iside e Nefti sono spesso viste in forma di nibbio. Questa forma potrebbe essere stata ispirata dalla similitudine fra il verso del nibbio e il pianto delle donne in lutto, oppure da una metafora che compara la ricerca del nibbio per le carogne con la ricerca delle dee per il cadavere del fratello.
L'amore suo e di sua sorella per il fratello e il loro dolore per la sua morte lo aiutano a tornare in vita, assieme all'utilizzo di incantesimi da parte di Iside. Diversi testi funerari contengono dei discorsi di Iside, in cui esprime il suo dolore per la morte di Osiride, il suo desiderio sessuale nei suoi confronti e anche la rabbia perché lui l'ha abbandonata. Tutte queste emozioni hanno un ruolo nella sua resurrezione, perché servono per spronarlo all'azione.
Alla fine, Iside ridà vita e respiro al corpo di Osiride e ha un rapporto sessuale con lui, in cui concepisce loro figlio, Horus. Da questo punto in poi Osiride vive solo nella Duat, o aldilà. Ma producendo un figlio e erede per vendicare la sua morte ed eseguendo i riti funerari per lui, Iside si è assicurata che suo marito vivrà nell'aldilà.
Il ruolo di Iside nell'aldilà è basato su quello nel mito. Aiutava a ripristinare le anime degli umani deceduti, come aveva fatto per Osiride. Come altre dee, per esempio Hathor, fungeva anche da madre per i morti, dandogli protezione e nutrimento. Inoltre, sempre come Hathor, prendeva la forma di Imentet, dea dell'est, che accoglieva le anime dei morti nell'aldilà come suoi bambini. Ma per la maggior parte della storia egiziana gli dei maschi, come Osiride, erano quelli che si credeva dessero poteri rigenerativi che erano cruciali per la rinascita. Iside si limitava ad assisterlo stimolando il suo potere. Il potere divino femminile diventò più importante nelle credenze dell'aldilà del Nuovo Regno. Vari testi funerari tolemaici enfatizzano che Iside ebbe un ruolo attivo nella concezione di Horus, stimolando il marito inerte, alcune decorazioni di tombe egiziane del periodo romano rappresentano Iside con un ruolo centrale nell'aldilà, e un testo funerario di quella era suggerisce che si pensava che le donne fossero in grado di prendere parte al seguito di Iside e Nefti nell'aldilà.

### Dea dell'amore materno

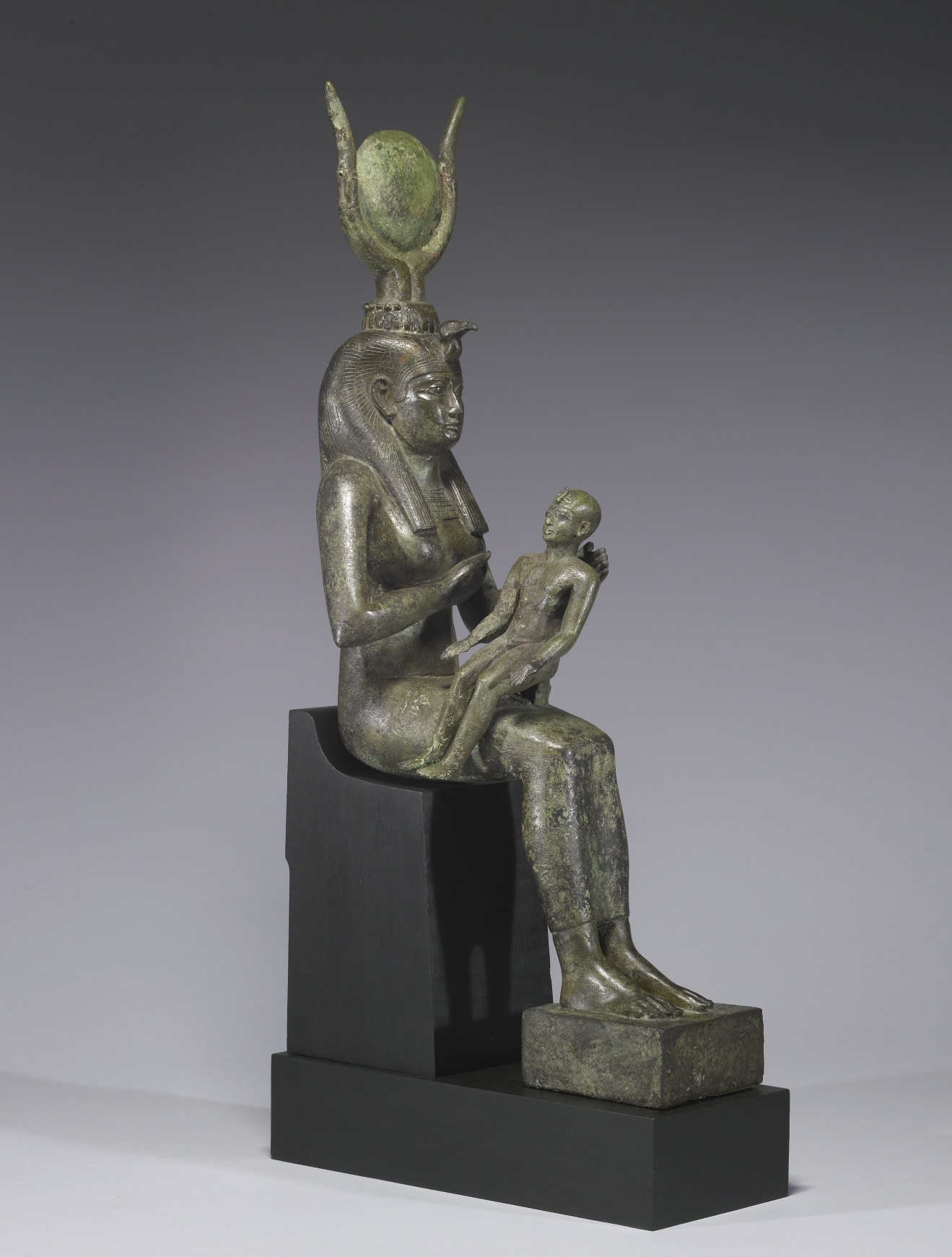
Iside accudisce Horus

Iside è trattata come la madre di Horus sin dalle prime copie dei Testi delle Piramidi, anche se ci sono segni che Hathor fosse originariamente identificata come sua madre, e altre tradizioni identificano una versione più vecchia di Horus come figlio di Nut e fratello di Iside e Osiride. Iside potrebbe essere diventata la madre di Horus solo quando il mito di Osiride cominciò a prendere forma durante l'Antico Regno. Nella cura di suo figlio, Iside è dipinta come l'immagine della devozione materna.
Nella forma sviluppata del mito, Iside diede alla luce Horus dopo una gravidanza lunga e un parto difficile nei boschetti di papiro del delta del Nilo. Mentre suo figlio cresce, deve proteggerlo da Seth e da molti altri serpenti, scorpioni e malattie. I suoi sforzi per guarire Horus erano descritti in molti libri di incantesimi, che comparavano ogni paziente con Horus, cosicché potesse beneficiare dell'impegno di Iside. In alcuni testi, Iside viaggia fra gli umani e deve cercare il loro aiuto. Secondo una storia, sette Dei scorpioni minori viaggiavano con lei e le facevano la guardia. Si vendicarono su una ricca donna che si era rifiutata di aiutare Iside pungendo il figlio e rendendo necessario che Iside guarisse il bimbo senza colpa. La reputazione di Iside di dea compassionevole, che vuole diminuire le sofferenze umane, contribuì di gran lunga alla sua immagine.
Iside continuò ad assistere il figlio quando sfidò Set per riottenere il titolo che gli aveva usurpato, anche se madre e figlio sono rappresentati in conflitto alcune volte, come quando Horus decapita Iside e sostituisce la testa originale con quella di una mucca, un mito di origine del corno di mucca che Iside indossa.
L'aspetto materno di Iside si estendeva anche ad altre divinità. I testi delle bare, risalenti al Medio Regno (2055-1650 a.C. ca.) dicono che i quattro figli di Horus, divinità funeraria che si pensava proteggessero gli organi interni dei morto, erano la prole di Iside e la forma più anziana di Horus. Nella stessa epoca, Horus fu sincretizzato con il dio della fertilità Min, e per questo Iside era vista come madre di Min. Si diceva che la forma di Min conosciuta come Kamutef, "toro di sua madre", che rappresentava la rigenerazione ciclica degli dei e dei re, mettesse incinta la madre per ottenere per sé un'identità di genere. Per questo motivo Iside è anche identificata come la sposa di Min. La stessa visione di questa ideologia potrebbe celarsi dietro la tradizione, trovata in alcuni testi, secondo cui Horus aveva stuprato Iside. Amun, la prima divinità egizia durante il Medio e il Nuovo Regno, assunse il ruolo di Kamutef, e, quando era in questa forma, Iside era la sua consorte. Api, un toro che era venerato come un dio vivente a Menfi, era considerato il figlio di Iside, il cui padre era una forma di Osiride conosciuta come Osiride-Apis. La madre di ogni toro era quindi conosciuta come "Iside mucca".
Una storia all'interno del Papiro di Westcar del Medio Regno include Iside in un gruppo di dee che fanno da nutrici durante il parto di tre futuri re. Ha un ruolo simile nei testi del Nuovo Regno che descrivono le nascite divine di faraoni regnanti. Nel papiro di Westcar, Iside annuncia i nomi dei bambini mentre nascono. Questo fatto è visto come un segno che Iside aveva il potere di predire il futuro o di influenzare eventi futuri, come altre divinità che assistevano nel parto. Testi molto più recenti chiamano Iside "signora della vita, sovrana del fato e del destino" e indicano che ha il controllo su Shai e Renenuter, come altri grandi dei come Amun nelle prime fasi della storia egiziana. Governando queste divinità, Iside determina la lunghezza e la qualità della vita umana.

### Dea dei sovrani e protettrice del regno

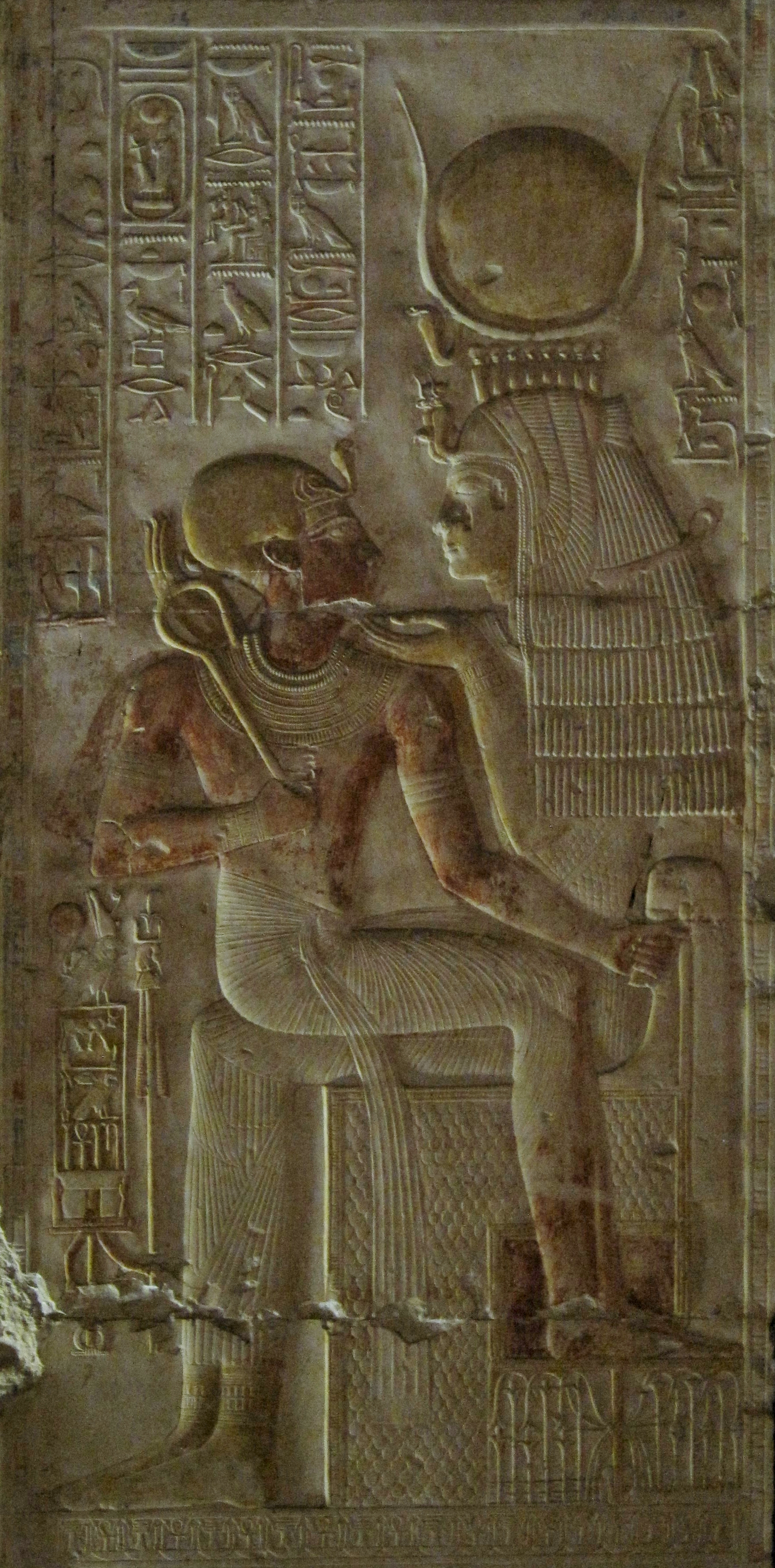
Iside tiene in braccio il faraone Seti I

Horus era equiparato ad ogni faraone vivente e Osiride ad ogni predecessore deceduto del faraone. Iside è quindi la mitologica madre e moglie dei re. Nei testi delle piramidi, risulta importante per il re in quanto è una delle divinità che lo proteggeva e assisteva nell'aldilà.
La sua importanza all'interno dell'ideologia reale crebbe durante il Nuovo Regno. Rilievi all'interno di templi da quell'epoca in poi mostrano il re che si nutre dal seno di Iside; il suo latte guariva i suoi bambini e simboleggiava il suo diritto di regnare. L'ideologia reale enfatizzava sempre di più l'importanza delle regine come controparti terrestri delle dee che erano mogli del faraone e madri dei suoi eredi. Inizialmente la più importante di queste dee era Hathor, la controparte femminile di Ra e Horus, le cui caratteristiche erano incorporate nelle corone delle regine. Ma a causa delle sue connessioni con la regalità,  anche a Iside furono dati gli stessi titoli e insegne regali che erano dati alle regine umane.
Il ruolo di Iside come protettrice di Osiride da Set diventò parte di un aspetto più grande e agguerrito e feroce del suo personaggio. Testi funerari del Nuovo Regno mostrano Iside nella barca di Ra, mentre naviga attraverso l'aldilà, agendo in qualità di una delle divinità che sottomette l'arcinemico di Ra, Apep. I re invocavano anche i suoi poteri apotropaici contro i nemici umani. Nel suo tempio tolemaico di File, vicino al confine con le popolazioni Nubiane che razziavano l'Egitto, era descritta come la protettrice dell'intera nazione, più potente in battaglia di milioni di soldati, sostenitrice dei re tolemaici e degli imperatori romani nei loro sforzi per sottomettere i nemici dell'Egitto.

### Dea della magia e della saggezza
Iside era conosciuta anche per i suoi poteri magici, che le avevano permesso di resuscitare Osiride e di proteggere e guarire Horus, e per la sua astuzia. Grazie alla sua conoscenza della magia, si diceva che era più potente di un milione di dei. In diversi episodi della storia "Le contese di Horus e Set", Iside usa queste abilità per superare in strategia Set nel corso del conflitto. In un'occasione, si trasforma in una giovane donna che dice a Set di essere coinvolta in una disputa di eredità simile a quella dell'usurpazione di Osiride da parte di Set. Quando Set definisce quella situazione come ingiusta, Iside lo deride, dicendo che si è giudicato in torto da solo. In testi più recenti, usa i suoi poteri di trasformazione per combattere e distruggere Set e i suoi seguaci.
Molte storie su Iside sono "storiole", prologhi di testi magici che descrivono eventi mitici legati al risultato che si cerca di ottenere con l'incantesimo. In un incantesimo, Iside crea un serpente che morde Ra, che è più vecchio e più grande di lei, e lo infetta col suo veleno, facendolo ammalare. La dea poi si offre di guarirlo se lui le rivelerà il suo nome segreto, conoscenza che le avrebbe concesso un potere incomparabile. Dopo molte trattative, Ra le rivela il suo nome, che lei riferirà a Horus, mettendo in sicurezza la sua autorità reale. La storia potrebbe essere interpretata come una storia delle origini che spiega perché le abilità magiche di Iside siano superiori a quelle degli altri dei, ma siccome usa la magia per ingannare Ra, la storia sembra indicare che era in possesso di queste attività magiche anche in precedenza.

### Dea del cielo
Molti dei ruoli che Iside assunse le diedero un'importante posizione nel cielo. Dei passaggi nei Testi delle Piramidi connettono strettamente Iside con Sopdet, dea che rappresenta la stella Sirio, la cui relazione con il marito Sah, la costellazione dell'Orione, e il figlio Sopdu, richiama la relazione di Iside con Osiride e Horus. Il sorgere eliacale di Sirio, subito prima della piena del Nilo, diede a Sopdet una stretta connessione con le inondazioni e la conseguente crescita delle piante. In parte a causa della sua relazione con Sopdet, Iside era collegata anche con le inondazioni, che erano comparate con le lacrime che aveva versato per Osiride. In tempi tolemaici era connessa con la pioggia, che alcuni testi egizi chiamano "Nilo nel cielo", con il sole come protettore della barca di Ra, e con la luna, probabilmente perché era legata alla dea della luna Artemide tramite una connessione con una dea egizia della fertilità, Bastet. 
Negli Inni di File è chiamata "Signora del Paradiso" il cui dominio sul cielo è parallelo al dominio di Osiride sulla Duat e a quello di Horus sulla terra.

### Dea del Universo
In tempi tolemaici la sfera di influenza di Iside includeva l'intero cosmo. In quanto dea che proteggeva l'Egitto e sosteneva i suoi re, aveva potere su tutte le nazioni, e in quanto dea che procura la pioggia, dava vita al mondo naturale. Gli inni Filei che inizialmente la chiamano sovrana del cielo espande la sua autorità, così al suo culmine domina su cielo, terra e Duat. Dicono infatti che il suo potere sulla natura nutre gli umani, i morti benedetti e gli dei. Altri inni scritti in greco risalenti all'epoca tolemaica la chiamano la "bellissima essenza di tutti gli dei". Nel corso della storia egizia, molte divinità, maggiori e minori, sono stati descritti con termini simili. Amun è stato comunemente descritto in questo modo durante il nuovo regno, mentre nell'egitto romano termini del genere tendevano ad essere associati a Iside. Testi del genere non negano l'esistenza di altri dei, ma li trattano come aspetti della dea suprema, un tipo di teologia chiamato a volte summodeismo.
Nei periodi Tardo, Tolemaico e Romano, molti templi contenevano un mito della creazione che adattava idee sulla Creazione in modo da dare ruoli primari a divinità locali. A Fila, Iside è descritta come la creatrice nello stesso modo in cui i testi più antichi descrivevano il dio Ptah, che si diceva avesse progettato il mondo con il suo ingegno e poi lo avesse scolpito, facendolo diventare reale. Come lui, Iside crei il cosmo tramite "ciò che il suo cuore aveva concepito e le sue mani avevano creato".
Come altri dei durante la storia egizia, Iside aveva molte forme, diverse in base ai diversi centri di culto, e ogni centro enfatizzata diversi aspetti del suo personaggio. I culti locali si concentravano su distintivi tratti della sua personalità, piuttosto che sulla sia universalità, mentre alcuni inni egizi trattano altre dee in altri centri di culto come le sue manifestazioni Mediterranee.
Un testo nel templi di Iside a Dendera dice: "in ogni territorio è colei che è in ogni città, il ogni territorio con suo figlio Horus."

## Iconografia in Egitto

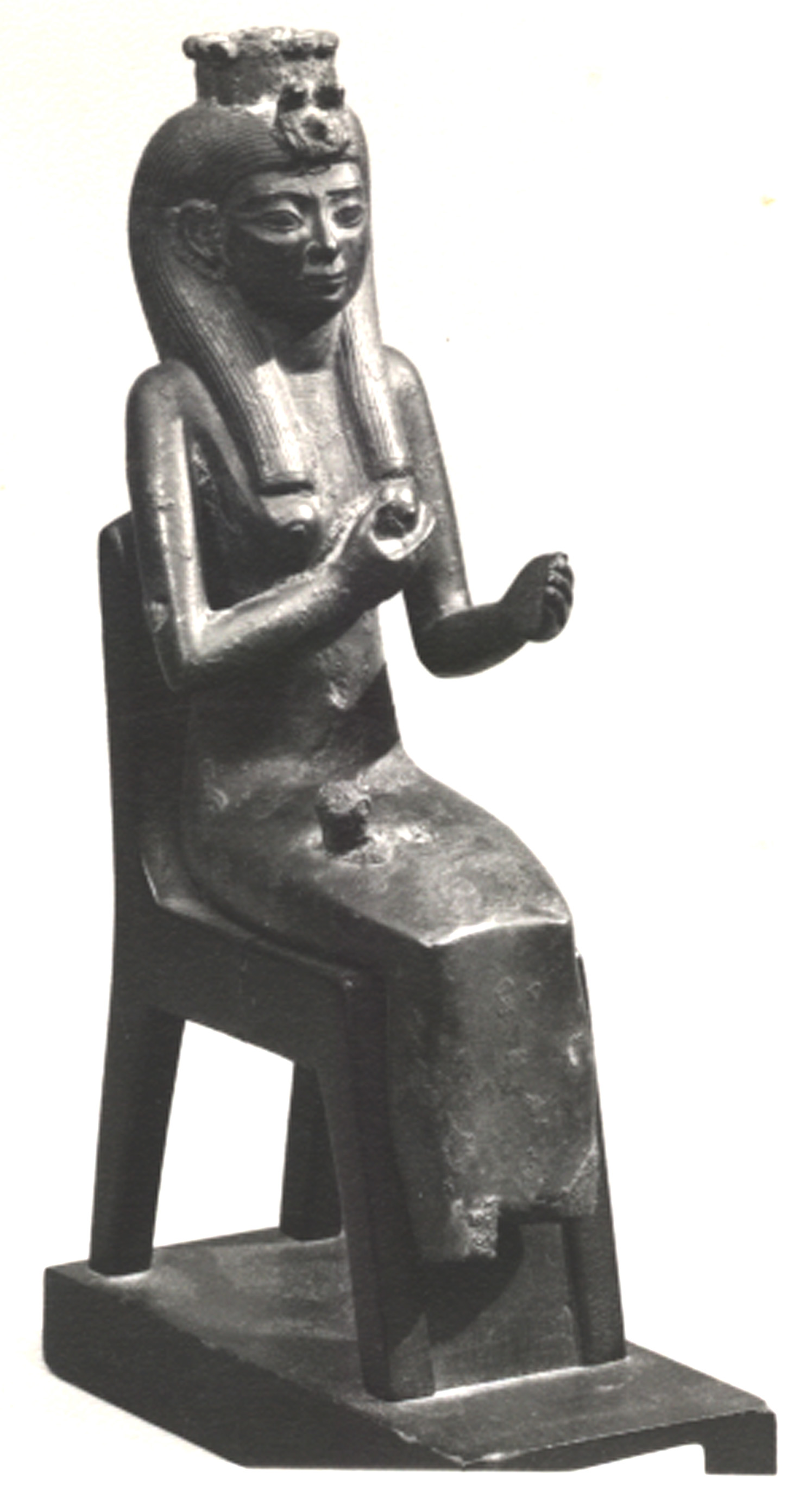
Iside che allatta Horus, di cui statua é andata persa

Iside con gli attributi di Hathor

Nell'arte egizia, Iside era più comunemente rappresentata come una donna con i tipici attributi di una dea: un vestito lungo, lo scettro Uas in una mano e un ankh nell'altra. Il suo copricapo originale era il simbolo del trono, usato per scrivere il suo nome. Lei e Nefti appaiono spesso insieme, in particolare quando piangono per la morte di Osiride, lo supportano sul suo trono o proteggono il sarcofago del morto. In queste situazioni le loro braccia spesso coprono le loro facce, in gesto di lutto, o sono protese sul corpo di Osiride o del morto, come segno del loro ruolo di protezione. Appaiono anche come nibbi o come donne con le ali di nibbio. Iside appare anche in forma di scorpione e serpente. Prende anche la forma di un albero o di una donna che emerge da un albero, offrendo cibo e acqua alle anime decedute. Questa forma allude al nutrimento materno che provvedeva.
A cominciare dal Nuovo Regno, grazie alle molte somiglianze fra Iside e Hator, Iside prese su di sé gli attributi dell'altra dea, come un sistro e un copricapo con delle corna di mucca che racchiudono il disco del sole. A volte i copricapi erano combinati, così il glifo del trono era posto sopra al disco del sole. Nello stesso periodo, cominciò ad essere raffigurata con le insegne di una regina umana, come una corona a forma di avvoltoio sulla testa e un ureo, o un cobra impennato, sulla fronte. Nei periodi Tolemaico e Romano, statue e statuette di Iside la mostrano in stile scultoreo greco, con attributi presi dalla tradizione greca e egizia.
Il simbolo tiet, una forma annodata simile all'ankh, era usata come simbolo di Iside almeno dal Nuovo Regno, anche se esisteva già da molto tempo. Era spesso fatto di diaspro rosso, e paragonato al sangue di Iside. Usato come amuleto funerario, si diceva che desse la sua protezione a chi lo indossava.
Solitamente viene raffigurata come una donna vestita con una lunga tunica, che reca sul capo il simbolo del trono, mentre tiene in mano l'ankh o l'uadj. Più tardi, in associazione con Hathor, è stata raffigurata con le corna bovine, tra le quali è racchiuso il sole. Nell'iconografia, per sincretismo, è rappresentata spesso come un falco o come una donna con ali di uccello e simboleggia il vento. In forma alata è anche dipinta sui sarcofagi nell'atto di prendere l'anima tra le ali per condurla a nuova vita.
Frequenti anche le rappresentazioni della dea mentre allatta il figlio Horus.
Il suo simbolo è il tiet, chiamato anche nodo isiaco.

## Culto in Egitto e Nubia
Iside, la cui originaria associazione con Osiride fu sostituita dalla Dinastia tolemaica con quella al dio Serapide, fu una delle divinità più famose di tutto il bacino del Mediterraneo come attestato dal tempio di Deir el-Shelwit del periodo greco-romano, dedicato esclusivamente alla dea mentre un altro si trova a Maharraqa nella bassa Nubia e risalente a epoca greco-romana.

### Relazione con i reali
Nonostante la sua importanza nel mito di Osiride, Iside era in origine una dea minore appartenente al culto del re vivo; aveva solo un ruolo minore nel papiro drammatico di Ramesse, per i rituali di incoronazione di Senusret I nel Medio Regno. La sua importanza crebbe durante il Nuovo Regno, quando fu sempre più connessa con Hator e la regina umana.
All'inizio del I millennio a.C. ci fu una maggiore enfasi riguardo alla triade familiare di Osiride, Iside e Horus e una forte crescita nella popolarità di Iside. Nel IV secolo a.C., Nectanebo I della tredicesima dinastia, dichiarò che Iside era la sua dea patrona, legandola così più strettamente al potere politico. Il regno di Kush, che ci fu in Nubia dal VII secolo a.C. al IV secolo d.C., assorbì e adattò l'ideologia egiziana che circondava la figura dei sovrani. Esso infatti comparava Iside con la kandake, la regina o la regina madre del re kushita.
I re greci tolemaici, che regnarono sull'Egitto come faraoni dal 305 al 30 a.C., svilupparono un'ideologia che li legava sia agli dei egizi che a quelli greci, per rafforzare la loro pretesa al trono agli occhi dei loro sudditi greci ed egiziani. Per secoli i colonizzatori greci e i visitatori che andavano in Egitto avevano collegato le divinità egiziane e le loro, in un processo chiamato interpretatio graeca. Erodoto, un greco che scrisse riguardo all'Egitto nel V secolo a.C., compara specificamente Iside con Demetra, la cui ricerca mitologica della figlia Persefone ricorda la ricerca di Osiride da parte di Iside. Demetra era una delle poche divinità greche che erano ampiamente adottate dagli egizi nel periodo tolemaico, e per questo la somiglianza fra lei e Iside rese possibile una connessione fra le due culture. In altri casi, Iside era connessa ad Afrodite, tramite gli aspetti sessuali del suo personaggio. 
Proseguendo con questa tradizione, i primi due Tolomei diedero le basi per il culto di un nuovo dio, Serapide, che combinava alcuni aspetti di Osiride e Apis con quelli di dei greci come Zeus e Dioniso. Iside, rappresentata in una forma ellenizzata, era rappresentata sia come consorte di Serapide che di Osiride. Tolomeo II e sua sorella e moglie Arsinoe II crearono un culto del sovrano intorno a sé stessi, e per questo erano venerati negli stessi templi di Serapide e Iside, e Arsinoe era paragonata sia a Iside che ad Afrodite. 
Alcune regine del tardo periodo Tolemaico si identificarono più strettamente con Iside. Cleopatra III, nel II secolo a.C., usava il nome di Iside al posto del suo nelle iscrizioni, e Cleopatra VII, l'ultima regina egizia prima dell'annessione del regno all'impero Romano, usava l'epiteto "la nuova Iside".

### Templi e festività

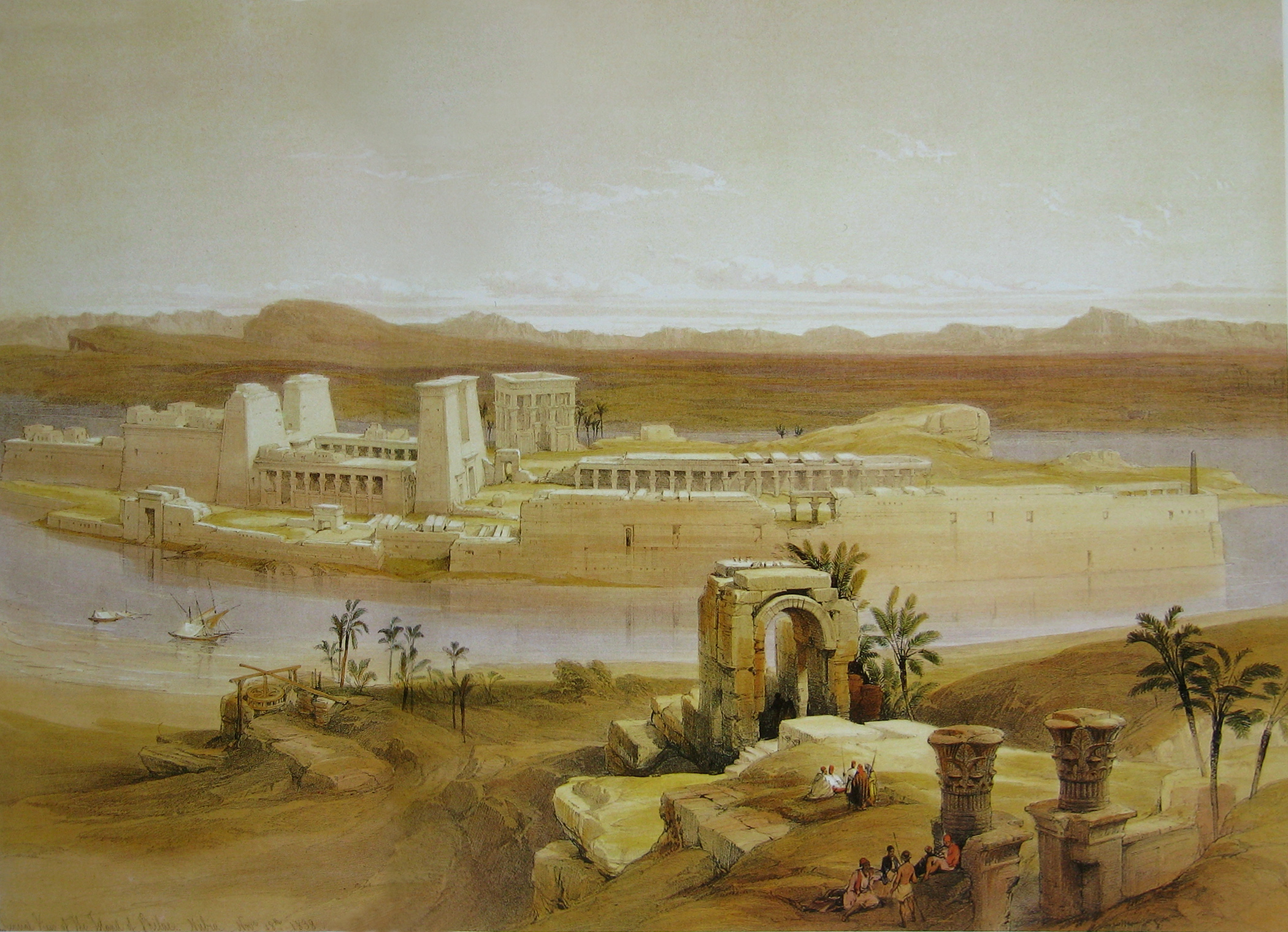
File vista dall'isola di Bigeh all'inizio del XIX secolo

Fino alla fine del Nuovo regno, il culto di Iside fu strettamente collegato a quello di divinità maschili, come Osiride, Min o Amun. Era comunemente venerata assieme a loro, in quanto loro madre o consorte, ed era specialmente venerata come la madre di varie forme locali di Horus. Comunque in alcuni siti aveva i suoi culti sacerdotali indipendenti, e aveva almeno un tempio dedicato esclusivamente a lei al centro di culto di Osiride presso Abidos nel corso del tardo Nuovo Regno.
I primi templi principali dedicati a Iside si trovavano a Behbeit el-Hagar, nel nord dell'Egitto, e a File, nell'estremo sud. Entrambe le costruzioni iniziarono durante la trentesima dinastia e furono completate o ampliate dai re tolemaici. Grazie alla fama diffusa di Iside, File attirava pellegrini da tutto il Mediterraneo. 
Molti altri templi di Iside furono fondati in epoca tolemaica, andando da Alessandria d'Egitto e Canope, sulla costa mediterranea, alla frontiera con la Nubia. Una serie di templi dedicati a Iside era situata nella regione che andava da File a Marraqa, ed erano luoghi di culto sia per gli egiziani che per le popolazioni della Nubia. I nubi di Kush costruirono i loro templi a Iside su siti dell'estremo sud, includendone uno nella loro capitale, Meroe.
Il rito più frequente all'interno dei templi di qualunque divinità era il rituale dell'offerta giornaliera, in cui venivano donati cibo e vestiti all'immagine di culto della dea. In tempi romani, templi dedicati a Iside in Egitto erano costruiti o in stile egiziano, nel quale la statua della dea era situata all'interno e i riti delle offerte quotidiane venivamo svolti dai preti fuori dalla vista del pubblico, oppure in stile greco, in cui la statua della dea era visibile al pubblico. Eppure, le culture greca e egizia erano molto connesse durante questo periodo, e potrebbe quindi non esserci stata alcuna separazione etnica fra i seguaci di Iside. Le stesse persone avrebbero potuto pregare Iside fuori da templi in stile egizio e di fronte alla sua statua nei templi in stile greco.
I templi celebravano anche molte festività durante l'anno, alcune erano estese a tutto il regno, mentre alcune erano strettamente locali. Un'elaborata serie di riti dedicati ad Osiride erano performanti in tutto Egitto durante il mese del Khoiak, e Iside e Nefti divennero importanti all'interno di questi riti a partire almeno dal Nuovo Regno. In epoca tolemaica due donne interpretavano i ruoli di Iside e Nefti durante il Khoiak, cantando e cantilenando il lutto per il loro fratello defunto. I loro canti sono conservati all'interno dei libri canzoni delle festività di Iside e nefti e lamentazioni di Iside e Nefti.
In seguito, Iside ottenne le sue festività oltre a quelle del Khoiak. In epoca romana, gli egizi di tutto il paese celebravano il suo compleanno, l'Amesisia, portando la statua locale di Iside attraverso i loro campi, probabilmente celebrando i suoi poteri di fertilità. I sacerdoti di File tenevano una celebrazione ogni dieci giorni, quando la statua di Iside visitava la vicina isola di Bigeh, che si diceva fosse il luogo dove era sepolto Osiride, e tenevano riti funerari per lui. La statua visitava anche i templi vicini a sud, anche durante gli ultimi secoli di attività di File, quando erano gestiti da popolazioni della Nubia al di fuori del dominio romano.
Il cristianesimo divenne la religione principale dell'impero romano, incluso l'Egitto, durante il IV e V secolo d.C.. I templi egizi cessarono la loro attività gradualmente e in momenti diversi, a causa di una combinazione fra mancanza di fondi e ostilità dei cristiani. Il tempio di Iside a File, supportato dai seguaci della Nubia, mantenne un gruppo sacerdotale organizzato e delle festività regolari fino almeno a metà del V secolo d.C., facendo di esso l'ultimo tempio d'Egitto interamente funzionante.

### Culto funerario

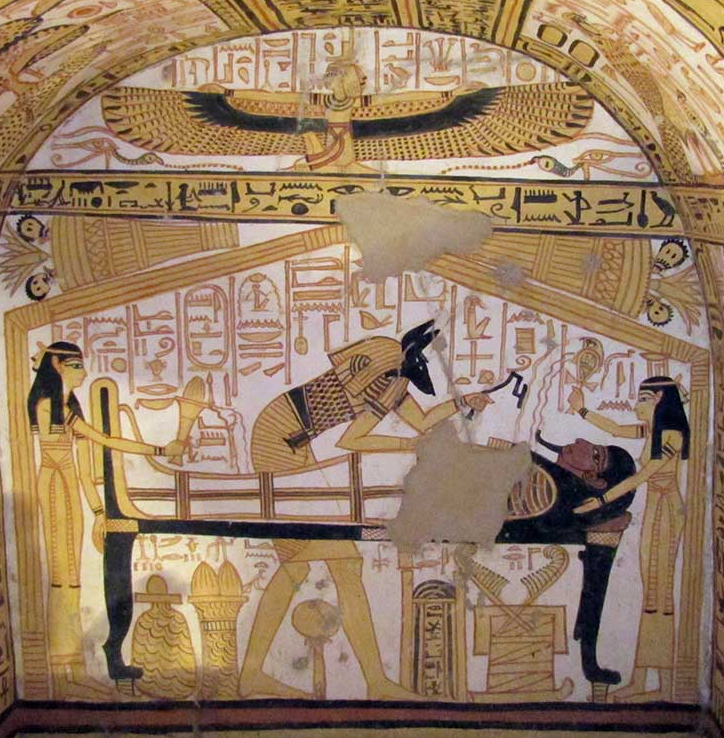
Iside e Nefti sovrastano il morto durante l'imbalsamazione. Una Iside alata appare in cima.

In molti incantesimi dei Testi delle Piramidi, Iside e Nefti aiutano il faraone deceduto a raggiungere l'aldilà. Nei testi della bara del Medio regno, Iside appare più spesso, anche se in questi testi vengono accreditate più resurrezioni ad Osiride. Fonti del nuovo regno come il libro dei morti, descrivono Iside come protettrice delle anime dei morti che affrontano pericoli nella Duat. Descrivono anche Iside come parte del consiglio divino che giudica la correttezza morale delle anime prima di ammetterle nell'aldilà, e appare in illustrazioni in cui sta in piedi dietro a Osiride mentre presiede sul consiglio.
Iside e Nefti prendevano parte alle cerimonie funerarie, dove due donne in lutto, probabilmente le stesse della festività di Abido, piangevano il morto allo stesso modo in cui le due dee avevano pianto Osiride. Da allora in poi, Iside era spesso rappresentata o richiamata su utensili funerari: sui sarcofagi come una delle quattro dee che proteggevano i quattro figli di Horus, nell'arte all'interno delle tombe nell'atto di offrire il suo latte donatore di vita al morto, e amuleti tiet erano spesso posizionati sulle mummie per assicurarsi che il potere di Iside li proteggesse dal male. Tardi testi funerari la mostravano spesso in lutto per Osiride, e il libro del respiro si diceva che fosse stato scritto da lei per Osiride. Nella tradizione funeraria della Nubia, Iside era considerata più importante del marito, perché era quella attiva dei due, mentre lui riceveva solo passivamente le offerte che lei gli faceva per sostenerlo nell'aldilà.

### Culto popolare
Al contrario di molte divinità egizie, prima della fine del Nuovo regno Iside veniva raramente menzionata nelle preghiere o invocata tramite i suoi nomi personali. Dal periodo tardo in poi, diventò una delle divinità più comunemente menzionate in queste fonti, che spesso invocano la sua gentilezza e la sua disposizione a rispondere alle preghiere di coloro che le chiedevano aiuto. Centinaia di migliaia di amuleti e statue votive di Iside con in braccio Horus furono prodotte durante il primo millennio a.C., e in tempi romani era fra le divinità più comunemente rappresentate nell'arte religiosa della casa, in forma di figurine e dipinti.
Iside divenne prominente nei testi magici a partire dal medio regno. I pericoli che Horus affronta durante la sua infanzia sono un tema ricorrente negli incantesimi di guarigione, in cui gli sforzi di Iside per guarirlo vengono estesi ad ogni paziente. In molte di questi incantesimi, Iside costringe Ra ad aiutare Horus, dichiarando che avrebbe fermato il corso del sole nel cielo se suo figlio non fosse stato guarito. Altri incantesimi identificavano le donne incinte con Iside, per assicurarsi che partorissero i loro figli con successo.
La magia egizia iniziò ad incorporare concetti cristiani quando il cristianesimo fu istituito in Egitto, ma gli dei egizi e greci continuarono ad apparire negli incantesimi per molto tempo dopo che i loro culti nei templi erano cessati. Gli incantesimi che risalgono al VI, VII e VIII secolo d.C. invocano il nome di Iside assieme a quelli di personaggi cristiani.

## Nel mondo greco-romano

### Diffusione

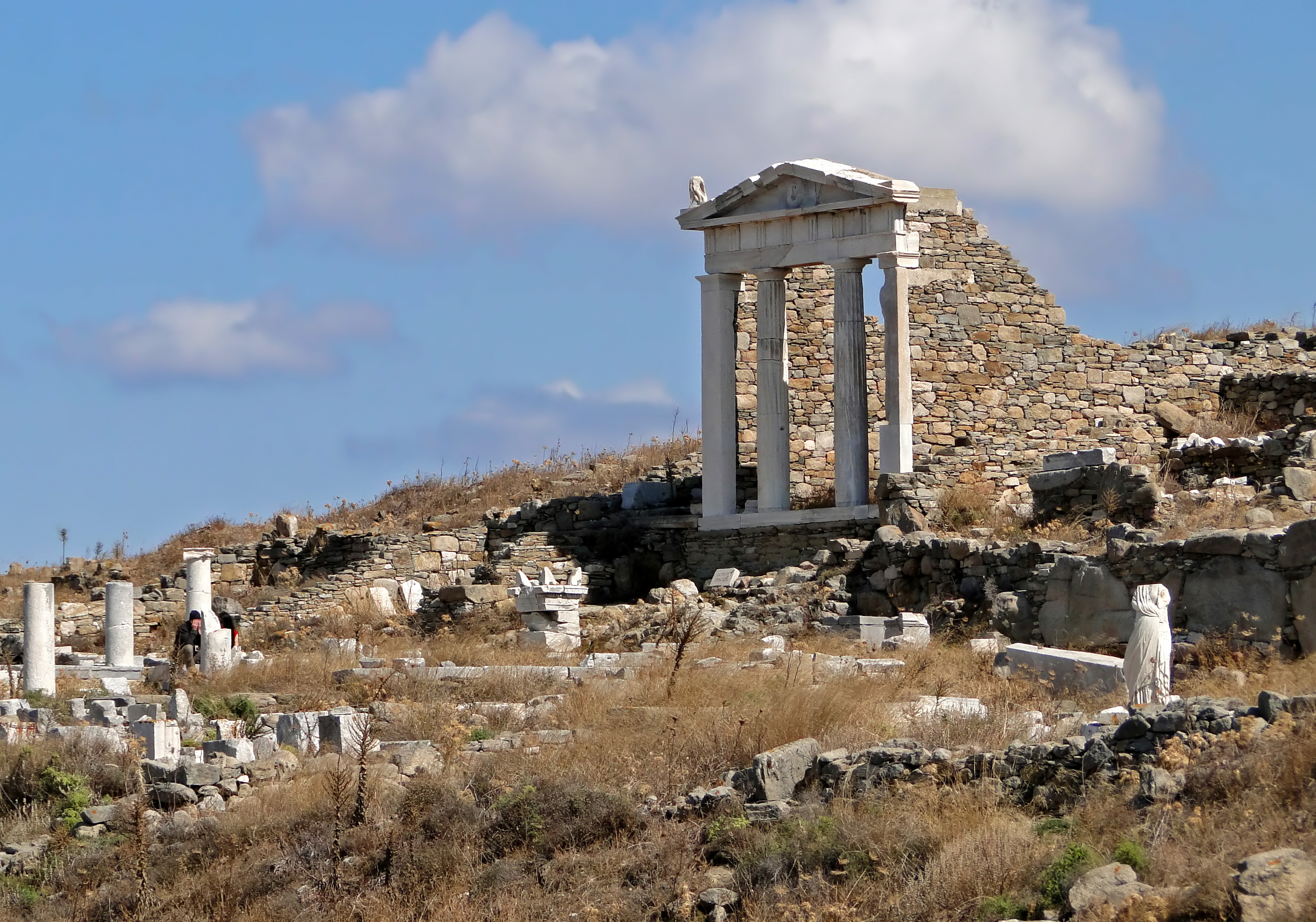
I resti del tempio di Iside a Delo

La conquista di Alessandro Magno nel tardo IV secolo a.C. portò alla creazione di regni ellenistici sul Mediterraneo e nel vicino est, incluso l'Egitto tolemaico, e mise la religione greca in stretto contatto con le religioni originarie di quei regni. La risultante diffusione di culture permise a molte tradizioni religiose di diffondersi per il mondo ellenistico nel corso degli ultimi tre secoli a.C.. Prima di allora, i culti legati ad una particolare città o nazione erano la norma nel mondo antico. I nuovi culti mobili, che includevano quelli di Iside e di Serapide, si adattavano a seconda delle regioni e delle persone che venivano da molte diverse culture.
Diffusi da mercanti e altri viaggiatori del Mediterraneo, i culti di Iside e di Serapide si stabilirono nelle città portuali greche verso la fine del IV secolo a.C. e si espansero attraverso la Grecia e l'Asia minore durante il III e II secolo. La sacra isola greca di Delo fu uno dei primi centri di culto di entrambi gli dei, e il suo stato di centro di commercio la rese il punto da cui i culti egiziani si diffusero in Italia. Iside e Serapide erano anche venerati in siti sparsi per l'impero seleucide, il regno ellenistico nel medio Oriente che si estendeva a est fino all'odierno Iran, anche se scomparirono dalla regione quando i Seleucidi persero i territori conquistati al regno dei Parti.
I greci vedevano la religione egizia come esotica e a volte bizzarra, ma al tempo stesso piena di antica saggezza. Come altri culti delle regioni dell'est del Mediterraneo, il culto di Iside attrasse i greci e i romani, giocando sulle sue origini esotiche, ma la forma che assunse dopo aver raggiunto la Grecia era estremamente ellenizzata. Molta di questa ellenizzazione era influenzata dal culto di Demetra, con cui Iside fu sempre più comparata.
Il culto di Iside raggiunse l'Italia e la sfera influente romana nel II secolo a.C..  Era uno dei molti culti che furono introdotti a Roma quando i territori della Repubblica romana si espansero negli ultimi secoli a.C.. Le autorità della Repubblica cercarono di definire quali culti fossero accettabili e quali no, tentando di definire una identità culturale romana nel mezzo dei cambiamenti culturali portati dell'espansione di Roma. Nel caso di Iside, templi e altari a lei dedicati furono costruiti sul Campidoglio, nel cuore della città, da privati all'inizio del I secolo a.C.. L'indipendenza del suo culto dal controllo delle autorità romane lo rese una potenziale minaccia. Negli anni 40 e 50 a.C., quando la crisi della Repubblica fece temere ai romani che la pace fra gli dei si stesse sgretolando, il senato romano distrusse questi templi, anche se non bandirono completamente Iside dalla città.
I culti egizi si trovarono davanti ad altra ostilità durante la guerra finale della Repubblica romana, quando Roma, sotto il comando di Ottaviano, futuro Augusto, combatté l'impero Tolemaico di Cleopatra VII.  Dopo la vittoria di Ottaviano, vennero banditi i templi di Iside e di Serapide dall'interno del pomerium, il confine del cuore sacro di Roma, permettendone la costruzione nella città ma al di fuori del pomerium, rendendo i due dei egizi non romani, ma accettabili da Roma. Nonostante furono temporaneamente espulsi da Roma durante il regno di Tiberio. I culti egizi divennero gradualmente una parte accettata del panorama religioso romano. Gli imperatori della dinastia Flavia trattarono Serapide e Iside come protettori del loro regno allo stesso modo delle divinità tradizionali romane, come Giove e Minerva. Anche mentre veniva integrato nella cultura romana, il culto di Iside sviluppò nuove caratteristiche che enfatizzavano le sue origini egizie, includendo una maggiore enfasi su Osiride di quanta ce ne fosse in tempi ellenistici.
I culti inoltre si espansero nelle province occidentali di Roma, iniziando dalla costa mediterranea all'inizio del periodo imperiale. Nel loro momento più importante, nel tardo II secolo e inizio del III secolo d.C., Iside e Serapide erano venerati nella maggior parte delle città dell'impero occidentale, anche se non erano molto presenti nelle campagne. I loro templi sono stati trovati a Petra e Palmira, nelle province dell'Arabia e della Siria, a Italica in Spagna e a Londinium in Bretagna.  In quel periodo erano considerate protettori dell'imperatore e della benestare della società, ad un livello comparabile con quello degli dei Romani.

### Ruoli

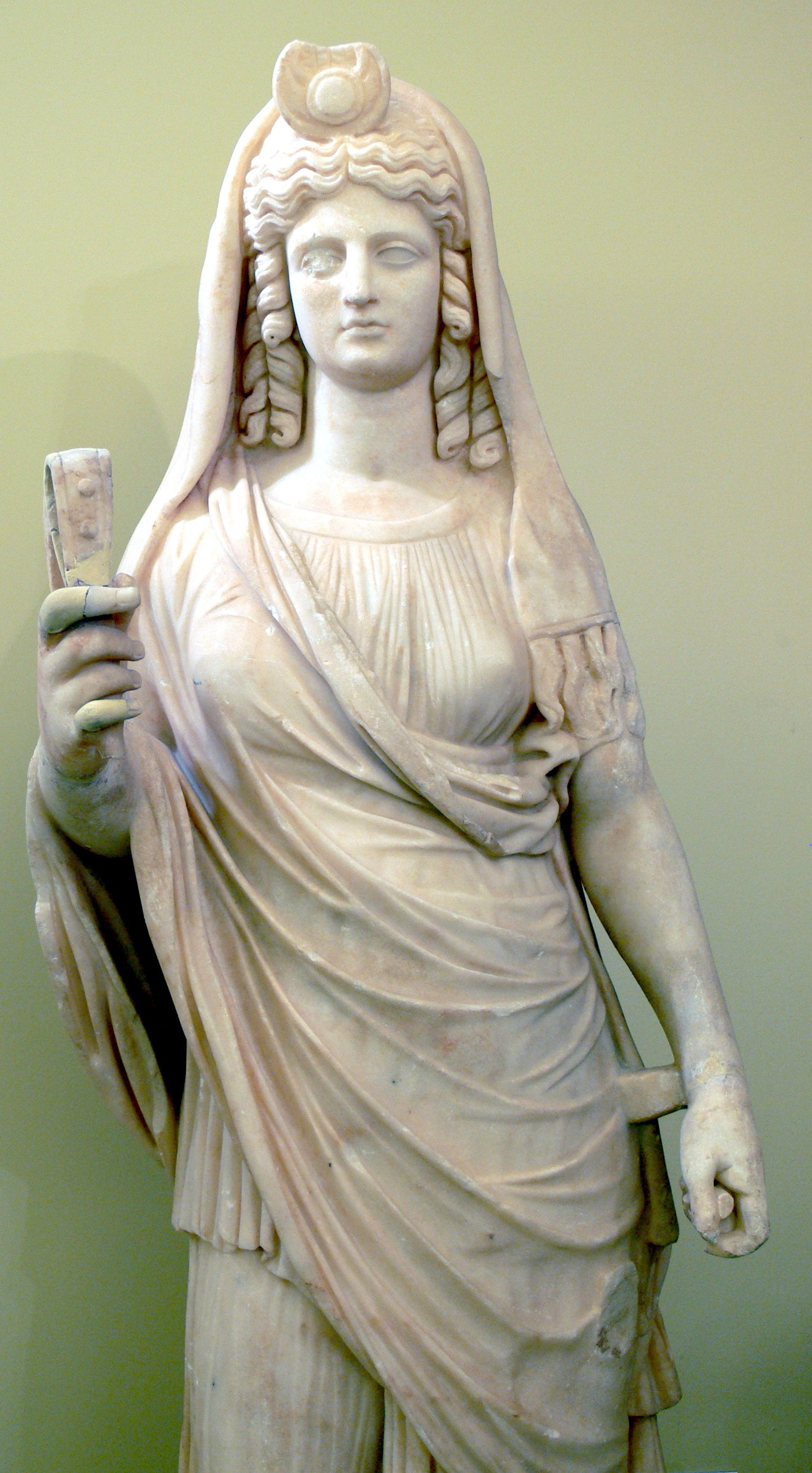
Statua della dea Persefone fusa con la dea Iside, di cui ne era l'equivalente.

Il culto di Iside, come altri nel mondo greco-romano, non aveva dei dogmi precisi, e le sue credenze e pratiche sono rimaste solo lontanamente simili l'una all'altra mentre si diffondeva nelle regioni e si evolveva col tempo. Le aretalogie greche che venerano Iside forniscono molte informazioni riguardo a questi culti. Parte di queste richiama strettamente alcune idee degli inni tardo-egizi, mentre altri elementi erano strettamente greci. Altre informazioni vengono da Plutarco, il cui libro "su Iside e Osiride" interpreta gli dei egizi sulla base delle sue credenze filosofiche platoniche, e diverse opere della letteratura greca e latina che si riferiscono al culto di Iside, specialmente in un racconto di Apuleio, le "Metamorfosi", che finisce descrivendo come il protagonista ha una visione della dea e diventa suo seguace.
Partendo dal ruolo di Iside come madre e moglie, le aretalogie la identificano come l'inventrice del matrimonio e della maternità. Era invocata per proteggere le donne durante il parto e, nei libri dell'antica Grecia, per proteggere la loro verginità. Alcuni testi antichi suggeriscono che fosse la patrona delle donne in generale. Il suo culto potrebbe essere stato usato per promuovere limitatamente l'autonomia delle donne, con l'autorità e il potere di Iside usati come un prototipo, anche se nei miti era devota al marito e figlio e mai completamente indipendente. Le aretalogie mostrano attitudini ambigue nei riguardi dell'indipendenza delle donne: una afferma che Iside aveva reso le donne eguali agli uomini, mentre un'altra che aveva spinto le donne a subordinarsi ai mariti.
Iside era spesso caratterizzata come dea della luna, parallelamente alle caratteristiche solari di Serapide. Era anche vista come dea cosmica. Molti testi dicono che organizzava i movimenti del sole, della luna e delle stelle, governando il tempo e le stagioni che, a turno, garantivano la fertilità della terra. Questi testi le assegnano anche il merito di aver inventato l'agricoltura, aver stabilito le leggi e aver osteggiato o promosso altri elementi della società umana. Questa idea deriva da tradizioni greche più antiche riguardo ai ruoli di vari dei greci, come Demetra, nella creazione della civiltà.
Era anche la patrona di mari e porti. I marinai lasciavano incisioni che la invocavano per assicurarsi sicurezza e fortuna nei loro viaggi. In questo ruolo era chiamata "Iside Pelagia", "Iside del mare", o "Iside Faria", in riferimento all'isola di Faro, sito del faro di Alessandria. Questa forma di Iside, che emerse in tempi ellenistici, potrebbe essere stata ispirata da immagini egizie di Iside su un'imbarcazione, e da dei greci che proteggevano la navigazione, come Afrodite. Iside Pelagia sviluppò un ulteriore significato a Roma. L'approvvigionamento di cibo di Roma dipendeva dalle spedizioni di grano dalle sue province, specialmente quella egiziana. Iside quindi garantiva raccolti fertili e proteggeva le navi che trasportavano il cibo attraverso il mare, e quindi garantiva il salus. Si diceva che la sua protezione dello stato si estendesse agli eserciti romani, come dell'Egitto Tolemaico, ed era a volte chiamata "Isis Invicta". I suoi ruoli erano così numerosi che cominciò ad essere chiamata "myrionymos", colei che ha molti nomi, e  "panthea", dea universale. Sia Plutarco che Proclo menzionano una statua velata della dea Neith che comparavano con Iside, citando un esempio della sua universalità e enigmatica saggezza. Aveva incise le parole "Io sono tutto ciò che è stato ed è e sarà; nessun mortale ha mai sollevato il mio velo."
Si diceva anche che proteggesse i suoi seguaci nell'aldilà, che non era molto enfatizzato nelle culture romana e greca. L'asino d'oro e scritti lasciati dai suoi seguaci suggeriscono che molti di essi pensavano che la dea gli avrebbe garantito una vita migliore dopo la morte, come premio per la loro devozione. Questo aldilà era caratterizzato in maniera varia. Alcuni dicevano che avrebbero beneficiato dall'acqua benefica di Osiride, mentre altri si aspettavano di salpare verso le Isole della fortuna della tradizione greca.
Come in Egitto, si diceva che Iside avesse potere sul fato, che nella religione greca tradizionale era un potere che neanche gli dei potevano contrastare. Questo controllo sul fato lega i disparati tratti di Iside. Governa il cosmo, ma solleva le persone dalle loro sfortune, e la sua influenza si estende al reame della morte, che è individuale e universale allo stesso tempo.

### Relazione con altri dei

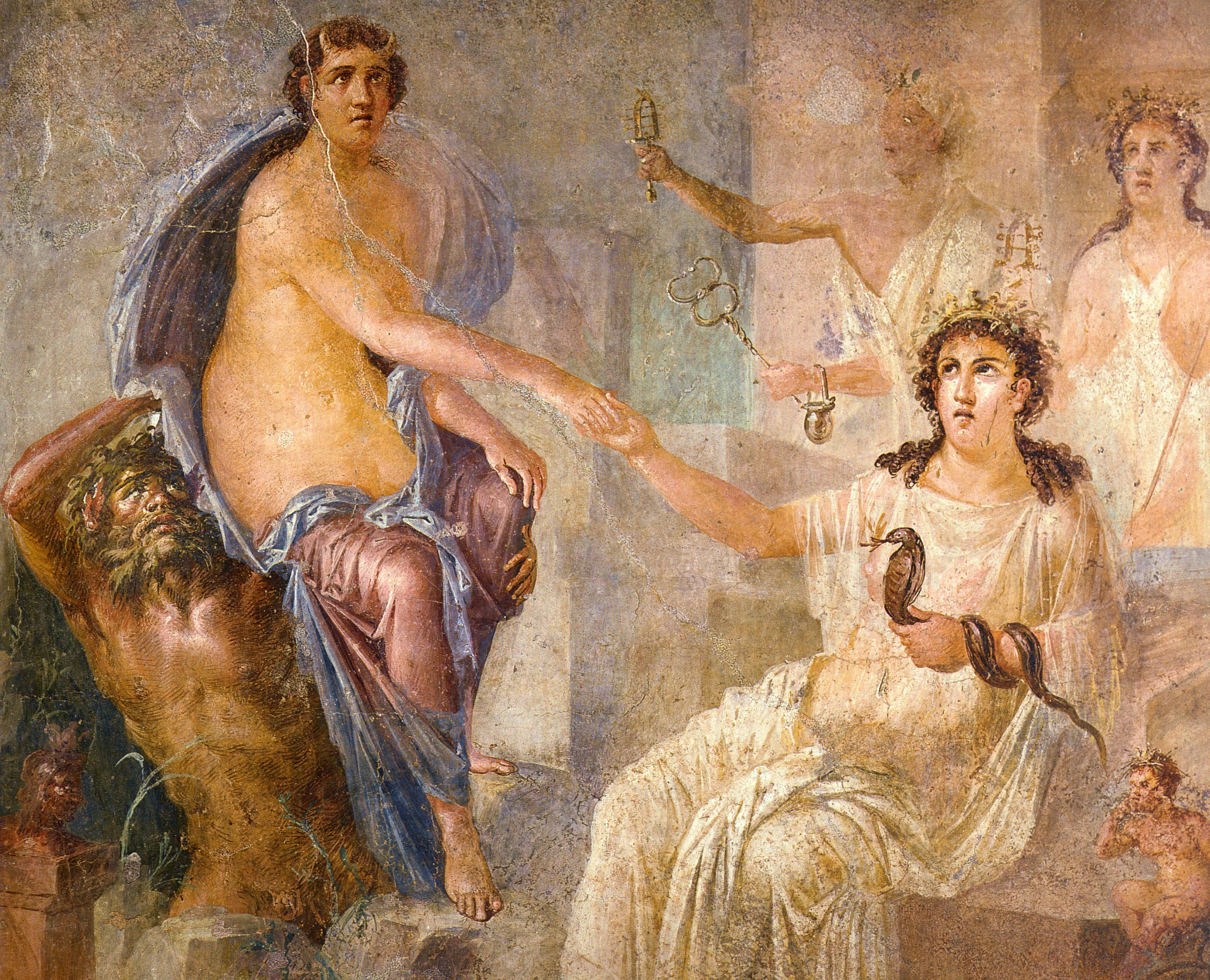
Iside accoglie Io in Egitto, da un affresco a Pompei, I secolo d.C.

Più di una dozzina di dei egizi erano venerati fuori dall'Egitto in tempi ellenistici e romani in una serie di culti, anche se molti erano minori. Fra i più importanti di questi dei, Serapide era strettamente connesso a Iside e spesso appariva con lei nell'arte, ma Osiride rimase centrale nel suo mito e prominente nei suoi rituali. Templi ad Iside e Serapide erano spesso costruiti vicini, ma era raro che un solo tempio fosse dedicato ad entrambi. Osiride, in quanto divinità diversa dagli dei immortali greci, sembrava a questi estraneo, ed ebbe solo un ruolo minore nei culti dei tempi ellenistici. In quelli romani diventò, come Dioniso, simbolo di un gioioso aldilà, e il culto di Iside si concentrò sempre di più su di lui. Horus, spesso sotto il nome di Arpocrate, appariva spesso nei templi di Iside come suo figlio a fianco a Osiride o Serapide. Assorbì tratti da dei greci come Apollo ed Eros ed era identificato come dio del sole e dei raccolti. Un altro membro del gruppo era Anubi, che era connesso al dio greco Ermes nella sua forma ellenizzata Hermanubi. Si diceva anche che avesse imparato la sua saggezza da Thot, il dio egizio della scrittura e conoscenza, che era conosciuto nel mondo greco-romano come Ermete Trismegisto, o che fosse addirittura sua figlia.
Iside aveva anche un'estesa rete di connessioni con dei Greci e romani, e con altri di altre culture. Non era completamente integrata nel Pantheon greco, ma fu comparata diverse volte con una grande varietà di figure mitologiche greche, come Demetra, Afrodite o Io. Il culto di Demetra ebbe una influenza ellenizzante particolarmente importante sul culto di Iside dopo il suo arrivo in Grecia. La relazione di Iside con le donne fu influenzata dalla sua frequente comparazione con Artemide, che aveva un ruolo dualistico come dea vergine e promotrice della fertilità. A causa dei poteri di Iside sul Fato, era connessa con le personificazioni greche e romane del fato, Tiche e Fortuna. A Biblo, in Fenicia, nel II millennio a.C., Hator era venerata come una forma della dea locale Baalat Gebal; Iside prese gradualmente il posto di Hator nel corso del I millennio a.C. Nel Noricum nell'Europa centrale, Iside fu sincretizzata con la dea locale Noreia, e a Petra potrebbe essere stata collegata con la dea araba al-Uzza. L'autore romano Tacito disse che Iside era venerata dai Suebi, una popolazione germanica che viveva fuori dell'impero, ma avrebbe potuto confonderla con una dea germanica perché, come lei, la dea era simboleggiata da una barca.
Molte delle aretalogie includono una lunga lista di dee con cui Iside era connessa. Questi testi trattano tutte le divinità elencate come forme della dea, suggerendo che agli occhi degli autori era un essere summodeistico: una dea per l'intero ecumene. Nel mondo religioso romano, molte divinità erano chiamate "uno" o "unico" in testi religiosi come questi. Allo stesso tempo, i filosofi ellenici vedevano frequentemente il principio unificatore e astratto del cosmo come divino. Molti di loro interpretavano le tradizioni religiose per farle adattare a questo concetto di un essere assoluto, come Plutarco aveva fatto con Iside e Osiride. Ne l'asino d'oro Iside dice: "la mia persona manifesta gli aspetti di tutti gli dei e le dee". Dice anche che è "venerata da tutto il mondo sotto forme diverse, con vari riti e molti nomi", anche se gli egizi e i nubiani usavano il suo vero nome. Ma quando elenca le forme in cui i vari popoli del Mediterraneo la venerano, menziona solo divinità femminili. Le divinità greco-romane erano fermamente divise dal genere, limitando quindi quanto universale Iside potesse effettivamente essere. Una aretalogia evita questo problema chiamando Iside e Serapide i due dei "unici". Similmente, sia Plutarco che Apuleio limitano l'importanza di Iside, trattandola come subordinata ad Osiride. La pretesa che fosse unica aveva il fine di enfatizzare la sua grandezza, piuttosto che fare una precisa affermazione teologica.

### Iconografia

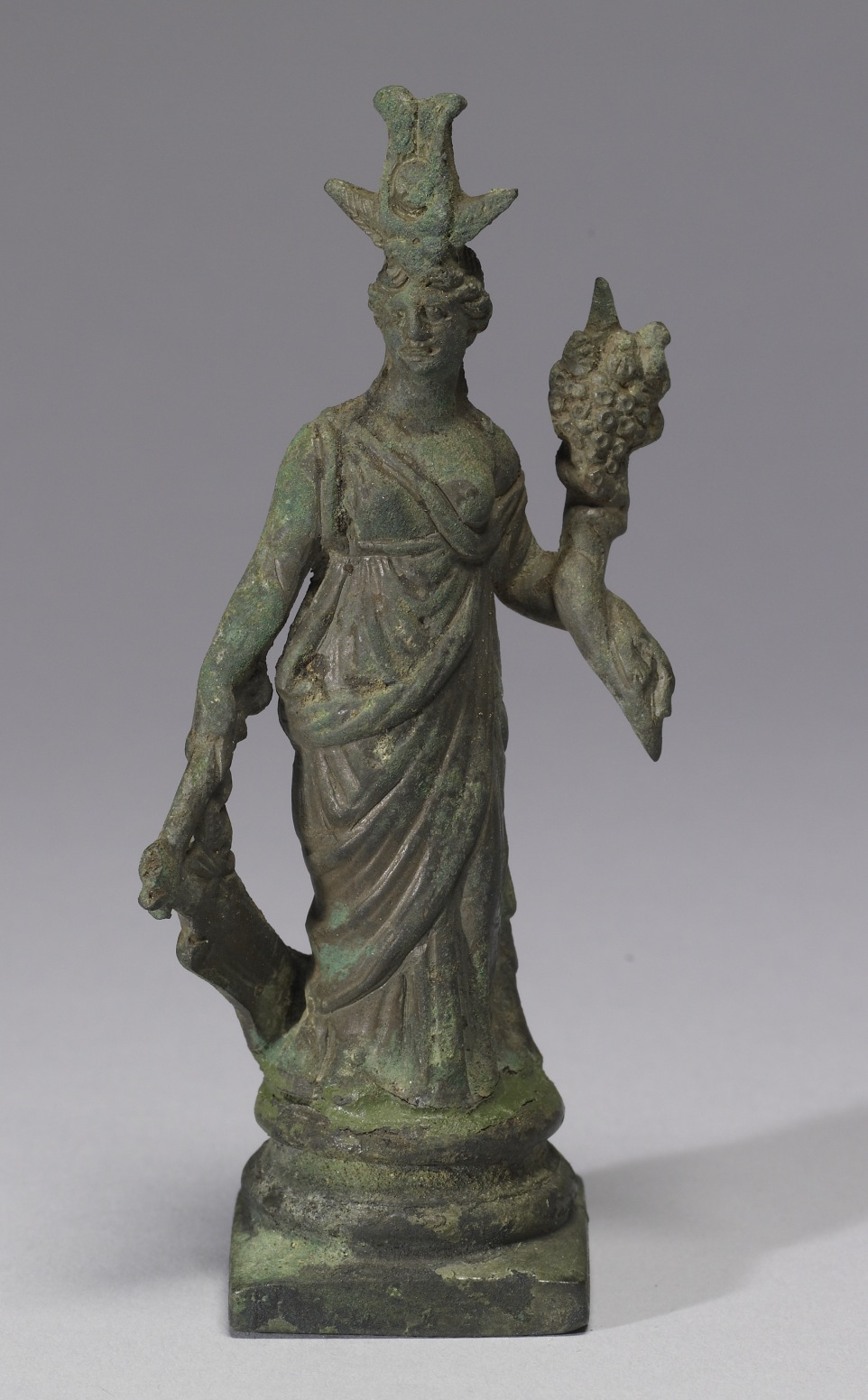
Statuetta romana in bronzo di Iside-Fortuna con una cornucopia e un timone, I secolo a.C.

Le immagini di Iside fatte al di fuori dell'Egitto erano in stile ellenistico, come molte di quelle fatte in Egitto in tempi ellenistici e romani. I suoi attributi variavano ampiamente. A volte indossava il copricapo con le corna di vacca di Hator, ma i greci ne avevano ridotto le dimensioni e lo avevano spesso interpretato come luna crescente. Poteva anche indossare copricapi con foglie, fiori o spighe di grano. Altri tratti comuni includevano ciocche di capelli inanellati e un mantello legato con un nodo elaborato sul seno, che era tipico del vestiario egizio, ma era trattato come un simbolo della dea al di fuori dell'Egitto. Nelle sue mani poteva portare un ureo o un sistro, entrambi derivanti dall'iconografia egizia, o una situla.
Come Iside-Fortuna teneva in mano un timone, che rappresentava il controllo del Fato, nella sua mano destra e una cornucopia, simbolo di abbondanza, in quella sinistra. Come Iside Pharia indossava un mantello che fluttuava dietro di lei come una vela, e come Iside Lacta accudiva il suo bambino, Arpocrate. La diversa iconografia scaturì dai suoi vari ruoli; come dice Robert Steven Bianchi, "Iside poteva rappresentare qualunque cosa per chiunque, e poteva essere rappresentata in ogni modo immaginabile."

### Seguaci e sacerdoti
Come la maggior parte dei culti del tempo, il culto di Iside non richiedeva ai suoi devoti di venerare esclusivamente la dea, e il loro livello di devozione variava ampiamente. Alcuni seguaci di Iside erano sacerdoti in una varietà di culti e affrontavano diversi riti di iniziazione dedicati a dei diversi. Inoltre, molti enfatizzavano la loro forte devozione nei suoi confronti e alcuni la consideravano il centro delle loro vite. Erano fra i pochi gruppi religiosi del mondo greco-romano che avevano dei nomi per definirsi. Tuttavia, il nome "Isiaco" era usato raramente.
Gli isiaci erano una porzione molto piccola della popolazione dell'impero romano, ma venivano da ogni classe sociale, da schiavi e liberti a alti ufficiali e membri della famiglia imperiale. Antichi registri fanno intuire che Iside fosse popolare tra le classi sociali più basse, dando una possibile ragione per cui le autorità della Repubblica romana, preoccupate dai conflitti fra classi, guardavano al suo culto con sospetto. Le donne erano maggiormente rappresentate nel culto di Iside rispetto ad altri culti greco-romani, e nel periodo dell'impero potevano diventare sacerdotesse in molte posizioni gerarchiche equivalenti a quelle maschili. Secondo le iscrizioni le donne costituivano meno della metà degli isiaci, e sono raramente menzionate fra i ranghi più alti del clero, ma siccome le donne sono rappresentate poco all'interno delle scritture romane, il loro ruolo potrebbe essere stato maggiore di quanto documentato. Diversi scrittori romani accusarono il culto di Iside di incoraggiare la promiscuità fra le donne. Jaime Alvar suggerisce che il culto attraeva i sospetti maschili perché dava alle donne un modo di agire al di fuori del controllo dei mariti.
I sacerdoti di Iside si riconoscevano per le teste rasate e i vestiti di lino bianco, caratteristiche prese dai culti egizi e dalla loro purezza rituale. Un tempio di Iside poteva includere diversi ranghi di sacerdoti, così come varie associazioni di culto e incarichi speciali per i seguaci laici. Non ci sono prove di una gerarchia che si occupasse di più templi, e ogni tempio probabilmente funzionava indipendentemente dagli altri.

### Culto
Dall'epoca tolemaica la venerazione per la dea, simbolo di sposa, madre e protettrice dei naviganti, si diffuse nel mondo ellenistico, fino a Roma. Il suo culto, diventato misterico per i legami della dea con il mondo ultraterreno e nonostante all'inizio fosse ostacolato, dilagò in tutto l'Impero romano. Gli imperatori augustei si opposero sempre all'introduzione del suo culto e nel 19 d.C. Tiberio fece distruggere il tempio di Iside, gettare nel fiume Tevere la sua statua e crocifiggere i suoi sacerdoti, a causa di uno scandalo, come riportato da Giuseppe Flavio nelle Antichità giudaiche. Ciononostante, il culto della divinità femminile si diffuse nei circoli colti della città, in particolare tra le ricche matrone.
Successivamente Iside venne assimilata a molte divinità femminili locali, quali Cibele, Demetra e Cerere, e molti templi furono innalzati in suo onore in Europa, Africa e Asia. Il più famoso fu quello di File, l'ultimo tempio pagano a essere chiuso nel VI secolo per ordine dell'imperatore Giustiniano I.
Durante il suo sviluppo nell'Impero, il culto di Iside si contraddistinse per processioni e ricche feste in onore della dea.
La dea Iside era venerata anche nell'antica Benevento, dove l'imperatore Domiziano fece erigere un tempio in suo onore. Molti studiosi ricollegano il culto della dea egizia della magia alla leggenda delle janare, che fa di Benevento la città delle streghe. All'interno del Museo del Sannio, un'intera sala è dedicata alla dea, Signora di Benevento.
I sacerdoti si rasavano completamente il capo e vestivano bianche tuniche. Nelle cerimonie indossavano maschere, come quella di Anubi e agitavano dei sistri. Anche le sacerdotesse della dea vestivano solitamente in bianco e si adornavano di fiori; a Roma, probabilmente a causa dell'influenza del culto autoctono di Vesta, le ragazze dedicavano talvolta la loro castità alla dea Iside. I ragazzi dedicati a Iside venivano rasati, salvo un ciuffo di capelli che veniva lasciato crescere, alla maniera egizia.
La decadenza nel Mediterraneo del culto di Iside fu per lo più determinata dall'avvento di nuove religioni quali lo stesso Cristianesimo.

#### Templi e riti giornalieri

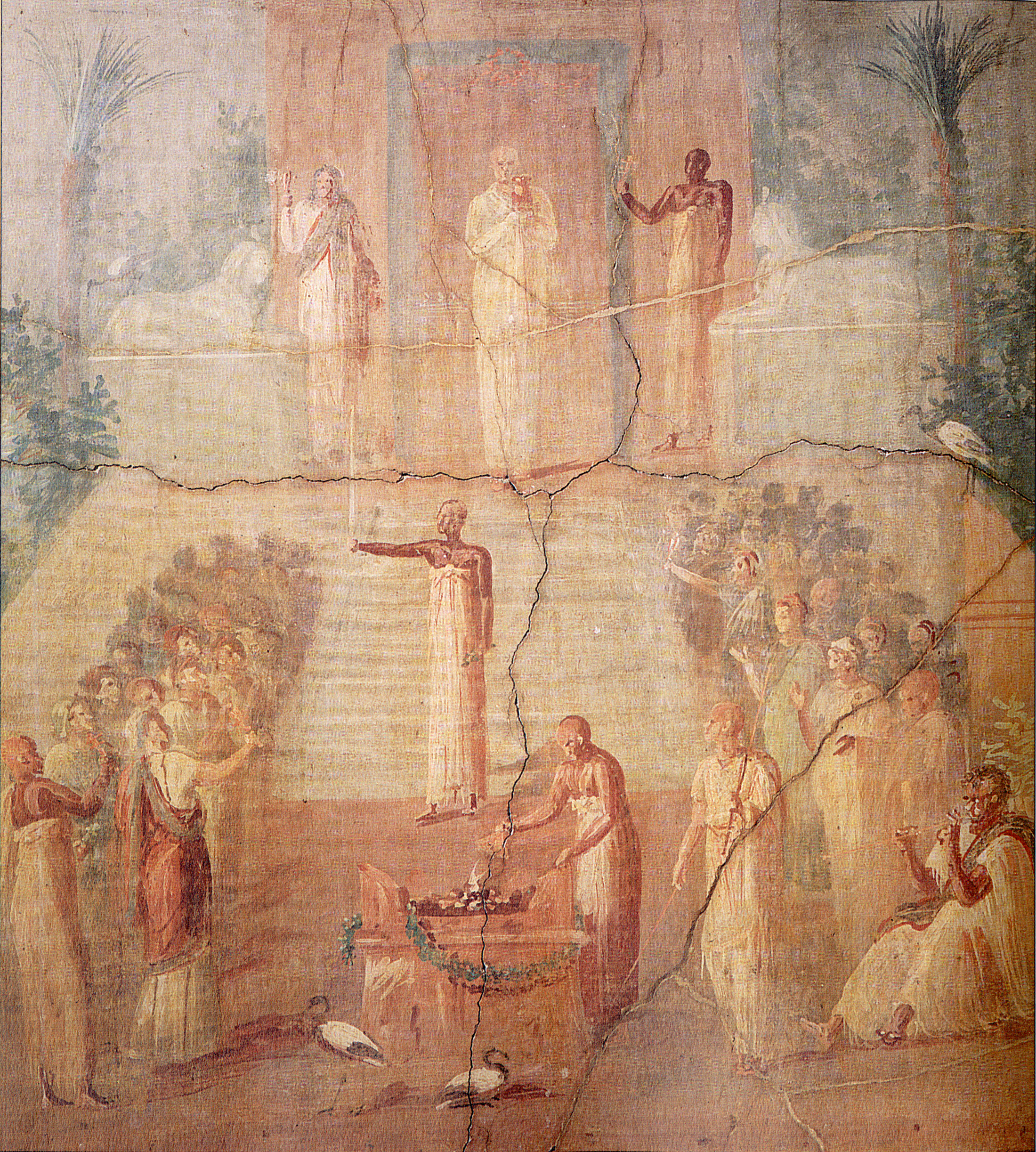
Affresco di un raduno isiaco, I secolo d.C.. Un sacerdote bada al fuoco mentre un altro tiene in mano un recipiente di acqua sacra alla porta di un tempio con delle sfingi.

Templi dedicati a dei egizi situati al di fuori dell'Egitto, come la Basilica rossa di Pergamo, il Tempio di Iside di Pompei, o l'Iseum Campense a Roma, erano costruiti in uno stile molto greco-romano, ma, come i templi egizi, erano circondati da grandi corti chiuse da muri. Erano decorati con opere d'arte a tema egizio, e a volte avevano degli oggetti antichi provenienti dall'Egitto stesso. La loro disposizione era più elaborata di quella dei templi romani tradizionali, e includeva stanze per accogliere i sacerdoti e per varie funzioni rituali, con una statua rituale della dea in un santuario appartato. Diversamente dalle statue di culto egiziane, le statue ellenistiche e romane di Iside erano a grandezza naturale o più grandi. I rituali giornalieri includevano ancora la vestizione della statua ogni mattina con vestiti elaborati e l'offerta di cibi, ma, al contrario della tradizione egizia, i sacerdoti permettevano ai seguaci ordinari di vedere la statua della dea durante i rituali della mattina, pregarla direttamente e cantarle inni.
Un altro oggetto di venerazione in questi templi era l'acqua, che era trattata come un simbolo delle acque del Nilo. I templi di Iside costruiti in tempi ellenistici includevano spesso cisterne sotterranee che contenevano l'acqua sacra, con il livello dell'acqua che si alzava e si abbassava imitando le piene del Nilo. Molti templi romani invece usavano un contenitore d'acqua, un hydreios, che era venerato come un'immagine di culto o una manifestazione di Osiride.

#### Culto personale
I larari romani, o tempietti della casa, contenevano statuette dei penati, un vario gruppo di dei protettori scelto sulla base delle preferenze dei membri della famiglia. Iside e altre divinità egizie furono trovate nei larari in Italia dal tardo I secolo a.C. Fino all'inizio del IV secolo d.C..
Il culto richiedeva la purezza rituale e morale dei suoi seguaci, necessitando periodicamente di bagni rituali o giorni di astinenza sessuale. Gli isiaci a volte mostravano la loro devozione cantando odi a Iside nelle strade o, come forma di penitenza, dichiarando i loro misfatti in pubblico.
Alcuni templi dedicati a divinità greche, incluso Serapide, praticavano il rituale dell'incubazione, in cui i seguaci dormivano in un tempio sperando che il dio gli apparisse in sogno e li consigliasse o che guarisse i loro mali. Alcuni testi suggeriscono che questa pratica avveniva anche nei templi di Iside, ma le prove sono poche. Si pensava comunque che Iside comunicasse tramite i sogni in altre circostanze, come chiamare i seguaci per i riti di iniziazione.

#### Iniziazione
Alcuni templi di Iside praticavano dei riti misterici per iniziare nuovi membri al culto. Nonostante questi riti siano fra gli elementi meglio conosciuti del culto greco-romano di Iside, la loro pratica è confermata solo in Italia, Grecia e Asia minore. Dando ai devoti una esperienza emozionante e mistica della dea, le iniziazioni davano intensità emozionale al processo dell'unione al culto.
L'asino d'oro, nel descrivere come il protagonista si unisce al culto di Iside, fornisce l'unica fonte dettagliata delle iniziazioni isiache. Le ragioni per cui Apuleio scrisse del culto e l'accuratezza della sua descrizione romanzata sono soggette a molte discussioni, ma la fonte è coerente con altre fonti sulle iniziazioni, e gli studiosi si basano fortemente sull'opera quando studiano l'argomento.
Antichi riti misterici usavano una grande varietà di esperienze intense, come l'oscurità notturna interrotta da luce intensa e forte musica e rumore, per sopraffare i sensi e fornire un'intensa esperienza religiosa, che dava la sensazione di contatto diretto con la divinità a cui erano devoti. Il protagonista dell'asino d'oro, Lucius, si sottopone ad una serie di iniziazioni, anche se solo la prima è descritta in modo dettagliato. Dopo essere entrato nella parte più interna del tempio di Iside durante la notte, dichiara: "sono venuto al confine della notte e, avendo calpestato la soglia di Proserpina, ho viaggiato attraverso tutti gli elementi e sono tornato. Nel mezzo della notte ho visto il sole splendere con una luce intensa, mi sono trovato faccia a faccia con gli dei di sotto e gli dei di sopra e gli ho mostrato la mia reverenza da vicino." Questa descrizione criptica suggerisce che il viaggio simbolico dell'iniziato nel mondo dei morti era paragonato alla rinascita di Osiride e al viaggio di Ra attraverso l'aldilà nel mito egizio, implicando possibilmente che Iside aveva riportato indietro l'iniziato dalla morte, come aveva fatto con suo marito.

#### Festività
I calendari romani indicavano due importanti festività di Iside sin dall'inizio del I secolo d.C.. La prima festività era il Navigium Isidis in marzo, che celebrava l'influenza di Iside sul mare e serviva come preghiera per la salvezza di naviganti e, a volte, dei Romani e dei loro comandanti. Consisteva in un'elaborata processione, che includeva sacerdoti e seguaci isiaci con una grande varietà di costumi e emblemi sacri, che trasportavano un modello di una nave dal tempio locale fino al mare o a un fiume vicino. L'altro era l'Isia, verso la fine di ottobre e l'inizio di novembre. Come il suo predecessore egizio, il Khoiak, l'Isia includeva una rievocazione rituale della ricerca di Osiride da parte di Iside, seguito da giubilo quando il corpo del dio veniva trovato. Molte altre festività minori erano dedicate a Iside, inclusa la Pelusia alla fine di marzo, che potrebbe aver celebrato la nascita di Arpocrate, e la Lychnapsia, che celebrava la nascita di Iside stessa il 12 agosto.
Festività di Iside e altri dei pagani furono celebrate fino al IV secolo d.C., nonostante la crescita del cristianesimo e la persecuzione dei pagani che si erano intensificate durante la fine del secolo. L'Isia fu celebrata almeno fino al tardo 417 d.C., e il Navigium Isidis durò fino al VI secolo d.C.. Col passare del tempo, il significato religioso delle festività romane fu dimenticato o ignorato, anche se gli usi continuarono. In alcuni casi, come nel Navigium Isidis, questi usi divennero parte della cultura classica cristianizzata dell'alto medioevo.

## Possibili influenze sul cristianesimo

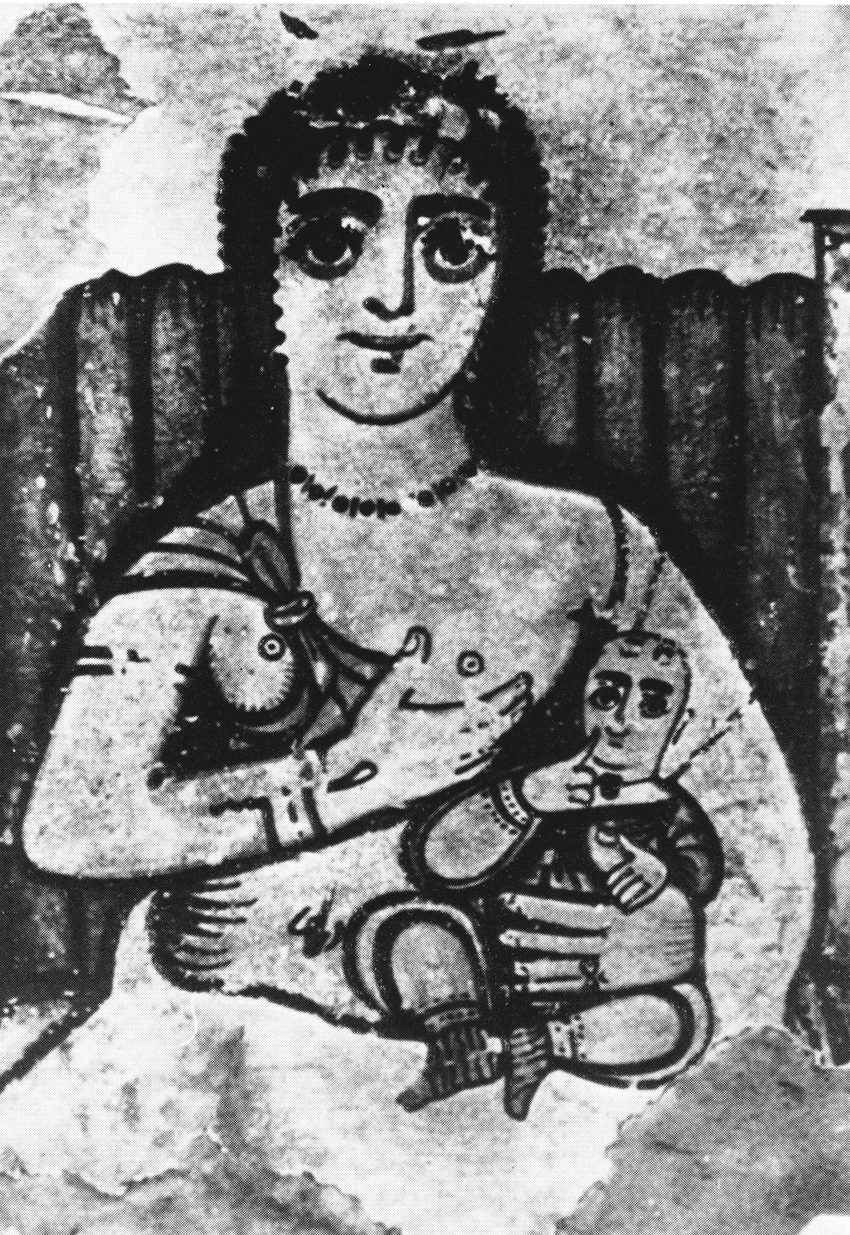
Iside Lactans tiene in braccio Arpocrate in un affresco egizio del IV secolo d.C.

Una questione controversa riguardo a Iside è se il suo culto abbia influenzato il cristianesimo. Alcuni usi isiaci potrebbero essere fra le pratiche pagane che furono incorporate nelle tradizioni cristiane quando l'impero romano fu cristianizzato. Andreas Alföldi, per esempio, argomentò negli anni 30 che la festività medievale del carnevale, in cui il modellino di una barca era trasportato in una processione, si fosse sviluppato dal Navigium Isidis.
Molta attenzione si concentra sullo stabilire se tratti del cristianesimo siano stati presi dai culti misterici pagani, compreso quello di Iside. I membri più devoti del culto di Iside assumevano un impegno personale verso una divinità che vedevano come superiore rispetto alle altre, come facevano i cristiani. Sia il cristianesimo che il culto di Iside avevano un rito di iniziazione: i misteri per Iside, il battesimo nel cristianesimo. Uno dei temi comuni dei culti misterici, quello di un dio la cui morte e resurrezione può essere connessa con la stabilità della vita dopo la morte del credente, assomiglia al tema centrale del cristianesimo. L'idea che le credenze cristiane siano state prese dai culti misterici ha causato accese discussioni per oltre duecento anni. In risposta a queste controversie, sia Hugh Bowden che Jaime Alvar, studiosi che si occupano di antichi culti misterici, suggeriscono che le similitudini fra il cristianesimo e i culti misterici non sono state semplicemente prodotte dal prendere le idee ma dal loro sfondo comune: la cultura greco-romana in cui si sono tutti sviluppati.
Sono state analizzate anche le similitudini fra Iside e Maria, madre di Dio. Sono state soggette a controversie fra i Protestanti e la Chiesa cattolica, poiché molti protestanti hanno affermato che la venerazione cattolica di Maria è una reminiscenza del paganesimo.
 Il classicista R. E. Witt vede Iside come la "grande precorritrice" di Maria. Suggerisce che coloro che veneravano Iside e si erano convertiti al cristianesimo avrebbero potuto vedere la figura di Maria negli stessi termini della loro dea tradizionale. Evidenza che le due avevano molte sfere di influenza in comune, come l'agricoltura e la protezione dei marinai. Compara il titolo di Maria come "Madre di Dio" all'epiteto di Iside come "madre del dio", e il "regina dei cieli" di Maria al "regina dei cieli" di Iside. Stephen Benko, uno storico dei primi periodi del cristianesimo, argomenta che la devozione a Maria è stata fortemente influenzata dai culti di molte dee pagane, non solo Iside. Al contrario, John McGuckin, uno storico della Chiesa, dice che Maria assorbì dei tratti superficiali di queste dee, come l'iconografia, ma che le basi fondamentali del suo culto erano strettamente cristiane.
Le immagini di Iside con in braccio Horus sono spesso indicate come la base per l'iconografia di Maria, poiché immagini di donne con in braccio bambini erano rare nel mondo mediterraneo antico al di fuori dell'Egitto. Vinh Tran Tam Tinh argomenta che immagini di Iside hanno influenzato solo le immagini di Maria con in braccio Gesù trovate in Egitto, mentre Thomas F. Mathews e Norman Muller pensano che le pose di Iside in antichi dipinti abbiano influenzato diversi tipi di iconografie di Maria, dentro e fuori l'Egitto. Elizabeth Bolman dice che queste antiche immagini egizie di Maria con in braccio Gesù avevano come scopo l'enfatizzare la sua grandezza divina, come le immagini di dee con in braccio bambini nell'antica iconografia egizia. Sabrina Higgins afferma che queste somiglianze provano che le immagini di Iside influenzarono quelle di Maria, ma non che i cristiani adottarono deliberatamente l'iconografia o altri elementi del culto di Iside.

## Influenza nelle culture posteriori

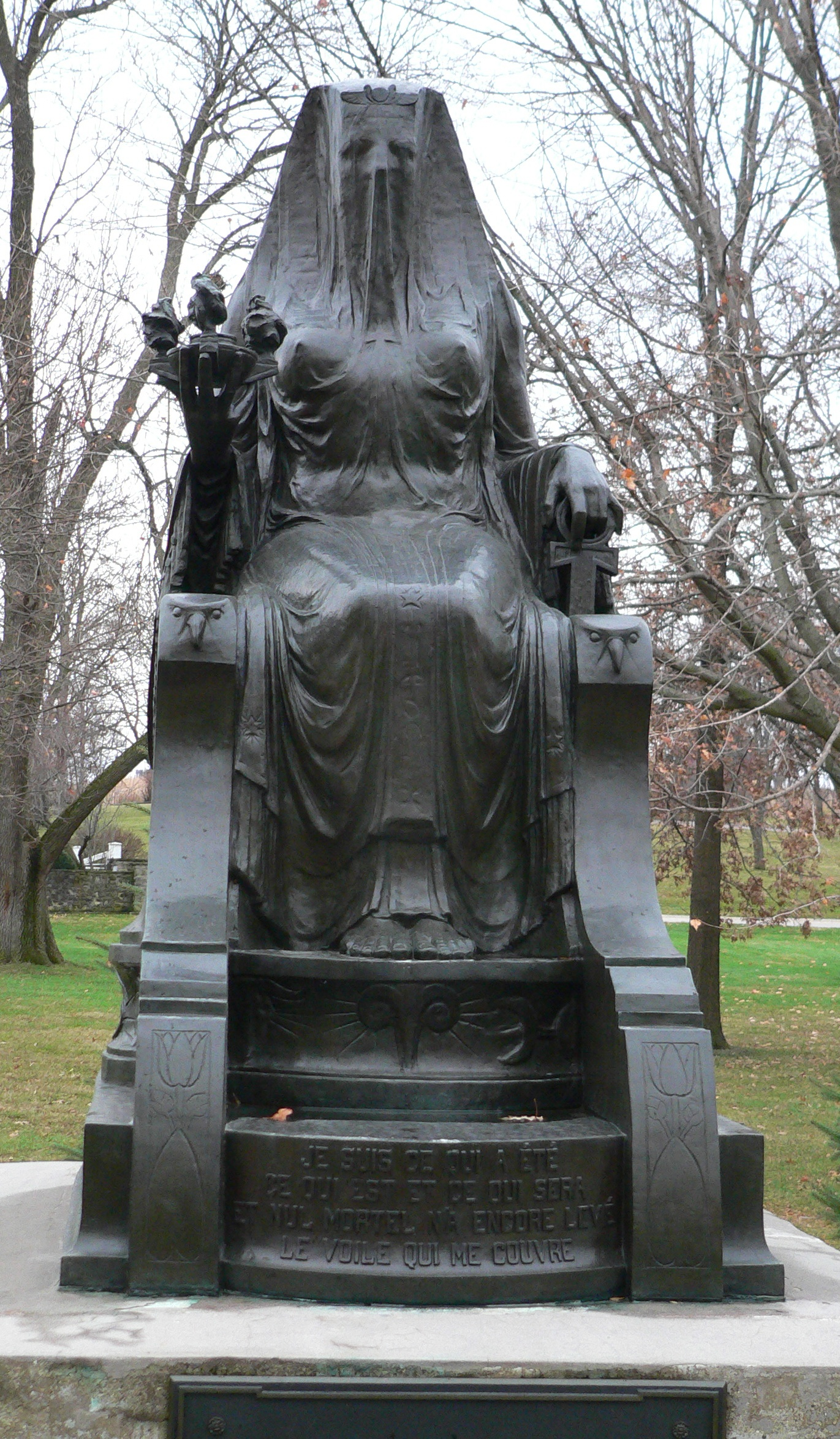
Iside rappresentata come la dea velata della vita al Herbert Hoover National Historic Site

Il ricordo di Iside sopravvisse all'estinzione del suo culto. Come i greci e i romani, molti europei moderni hanno visto l'antico Egitto come la sede di una profonda e spesso mistica saggezza, che è spesso stata connessa a Iside. La biografia di Iside di Giovanni Boccaccio nella sua opera De mulieribus claris, basata su fonti classiche, la tratta come una regina storica che insegnava la civilizzazione al genere umano. Alcuni pensatori del rinascimento elaborarono questa prospettiva su Iside. Annio da Viterbo, nel 1490, affermò che Iside e Osiride avevano civilizzato l'Italia prima della Grecia, definendo così una connessione diretta fra il suo paese e l'Egitto. L'appartamento Borgia, dipinto per il patrono di Annio, Papa Alessandro VI, incorpora lo stesso tema nell'illustrazione del mito di Osiride.
L'esoterismo occidentale ha spesso fatto riferimento a Iside. Due testi esoterici romani usano l'idea mitica in cui Iside trasmette conoscenze segrete a Horus. In Kore Kosmou, gli insegna la saggezza che deriva da Ermes Trismegisto, e nel testo alchemico Iside la profetessa a suo figlio Orus, gli trasmette ricette alchemiche. La prima letteratura esoterica moderna vedeva Ermes Trismegisto come un saggio egizio e faceva spesso uso di testi attribuiti a lui, e a volte si riferiva anche a Iside. In un filone diverso, la descrizione di Apuleio delle iniziazioni isiache ha influenzato le pratiche di molte società segrete. Il romanzo di Jean Terrasson del 1731, Sethos, histoire, ou vie tirée des monuments, anedoctes de l'ancienne Égypte, traduite d'un manuscript grec, usava Apuleio come riferimento per un elaborato rito egizio dedicato a Iside, che fu poi imitato da effettivi rituali in diverse società massoniche durante il XVIII secolo, come in altre opere letterarie o musicali; è stato di ispirazione per la nota opera di Wolfgang Amadeus Mozart del 1791, Il flauto magico.
Dal rinascimento in poi, la statua velata di Iside che Plutarco e Proclo avevano menzionato fu interpretata come una rappresentazione della Natura, basandosi su un passaggio di Macrobio nel IV secolo d.C. che comparava Iside con la natura. Autori del XVII e XVIII secolo assegnarono una grande varietà di significati a questa immagine. Iside rappresentava la natura come la madre di tutte le cose, come un insieme di cose che dovevano essere scoperte dalla scienza, come un simbolo del concetto panteista di un'anonima, enigmatica divinità che era immanente all'interno della Natura, o come un potere sublime ispiratore di timore, che poteva essere vissuto tramite riti misterici estatici. Nella decristianizzazione della Francia durante la rivoluzione francese, servì come una alternativa al cristianesimo tradizionale: un simbolo che poteva rappresentare la Natura, la saggezza scientifica moderna, e un collegamento al passato pre-cristiano. Per questi motivi, l'immagine di Iside appare in opere d'arte promosse dal governo rivoluzionario francese, come la Fontaine de la Régénération, e dal primo impero francese. La metafora del velo di Iside continuò a circolare nel XIX secolo. Helena Blavatsky, la fondatrice della tradizione teosofica, intitolò il suo libro del 1877 sulla teosofia Iside Svelata, sottintendendo che avrebbe rivelato verità spirituali riguardo alla natura che la scienza non avrebbe potuto rivelare.
Fra gli egiziani moderni, Iside era usata come un simbolo nazionale durante i movimenti faraonisti degli anni 20 e 30, quando l'Egitto ottenne l'indipendenza dal governo inglese. In opere come il dipinto nel parlamento d'Egitto di Mohamed Naghi, intitolato Il rinascimento egiziano, e l'opera teatrale di Tawfiq al-Hakim, Il ritorno dello spirito, Iside simboleggia la rinascita della nazione. Una scultura di Mahmoud Mokhtar, chiamata anch'essa Il rinascimento egiziano, gioca sul tema di Iside che rimuove il suo velo.
Iside si trova spesso nella narrativa, come serie di fumetti di supereroi, e il suo nome e la sua immagine appare in posti disparati, come la pubblicità e nomi di persone. Il nome Isidoro, che significa "dono di Iside", sopravvisse nel cristianesimo nonostante le sie origini pagane, dando origine al nome moderno Isidoro e le sue varianti. Nel tardo XX e all'inizio del XXI secolo il nome Iside diventò un nome femminile popolare.
Iside continua ad apparire in moderni culti esoterici e pagani. Il concetto di una singola dea che incarna tutti i poteri al femminile, ispirata in parte da Apuleio, diventò un tema molto diffuso nella letteratura del XIX e XX secolo. Gruppi e figure influenti nell'esoterismo, come l'ordine Ermetico dell'alba dorata nel tardo XIX secolo e il Dion Fortune negli anni 30, adottarono una dea quasi onnipotente nel loro sistema di credenze col nome di Iside. Questa concezione di Iside influenzò la Grande Dea che si trova in molte forme di stregoneria contemporanea. Oggi, ricostruzioni di antiche religioni egizie, come l'ortodossia Kemetica o la chiesa della fonte eterna, includono Iside fra le divinità che venerano. Un'organizzazione religiosa eclettica concentrata sulle divinità femminili si chiama Confraternita di Iside, perché, con le parole di una delle sue sacerdotesse, M. Isidora Forrest, Iside può essere "tutte le dee per tutte le persone."

## Sincretismo con altre figure

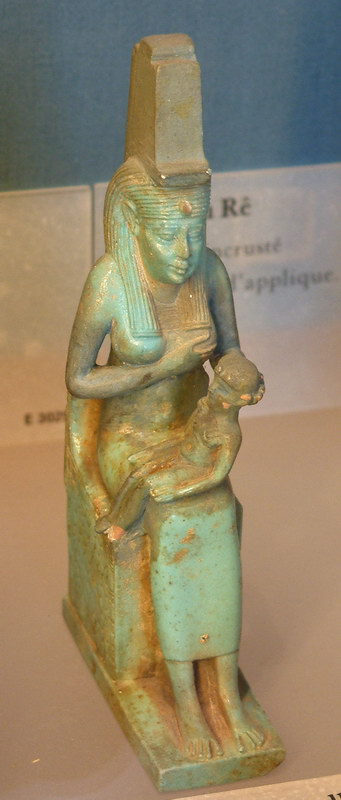

Iside era una dea dai molti nomi e fu assimilata con Afrodite e Demetra, la dea della fecondità.
Esistono tratti comuni nell'iconografia relativa a Iside e quella posteriore della Vergine Maria, tanto che alcuni hanno supposto che l'arte paleocristiana si sia ispirata alla raffigurazione classica di Iside per rappresentare la figura di Maria: comune è ad esempio l'atto di tenere entrambe in braccio un infante, che è Gesù nel caso della Madonna mentre è Horus per Iside, o gli appellativi di Madre di Dio, Regina del Cielo, Consolatrice degli afflitti.
Ancora, con il primo vero affermarsi del Cristianesimo nell'Impero romano, sotto imperatori come Costantino I e Teodosio I e con il conseguente rifiuto delle altre religioni a Roma e nei suoi domini, alcuni templi consacrati a Iside furono riadattati e consacrati come basiliche, come la Basilica di S. Stefano a Bologna.

### Contaminazioni moderne
Forme riadattate di culto dell'antica dea egiziana riemersero in età illuministica negli ambienti della massoneria, soprattutto francesi, che l'assimilarono alla dea Ragione, quale divinità laica e naturalistica che impersonava, incarnandoli, i principi teorici del deismo. Una statua con le sue sembianze fu innalzata in suo onore in Place de la Bastille il 10 agosto 1793 a Parigi, nei giorni della Rivoluzione francese per celebrarne l'anniversario.
La presenza di Iside nei culti massonici del Settecento è rinvenibile ad esempio nell'ambientazione egizia del Flauto magico di Mozart, la cui religiosità rimase comunque sempre commista al cristianesimo. Un secolo più tardi, sul finire dell'Ottocento, sarà la fondatrice della società teosofica, Helena Petrovna Blavatsky, a fare di Iside la chiave di accesso ai misteri dell'occultismo e dell'esoterismo con la sua prima opera fondamentale del 1877, intitolata appunto Iside svelata, che suscitò un forte impatto negli ambienti dello spiritismo.

## Inno a Iside

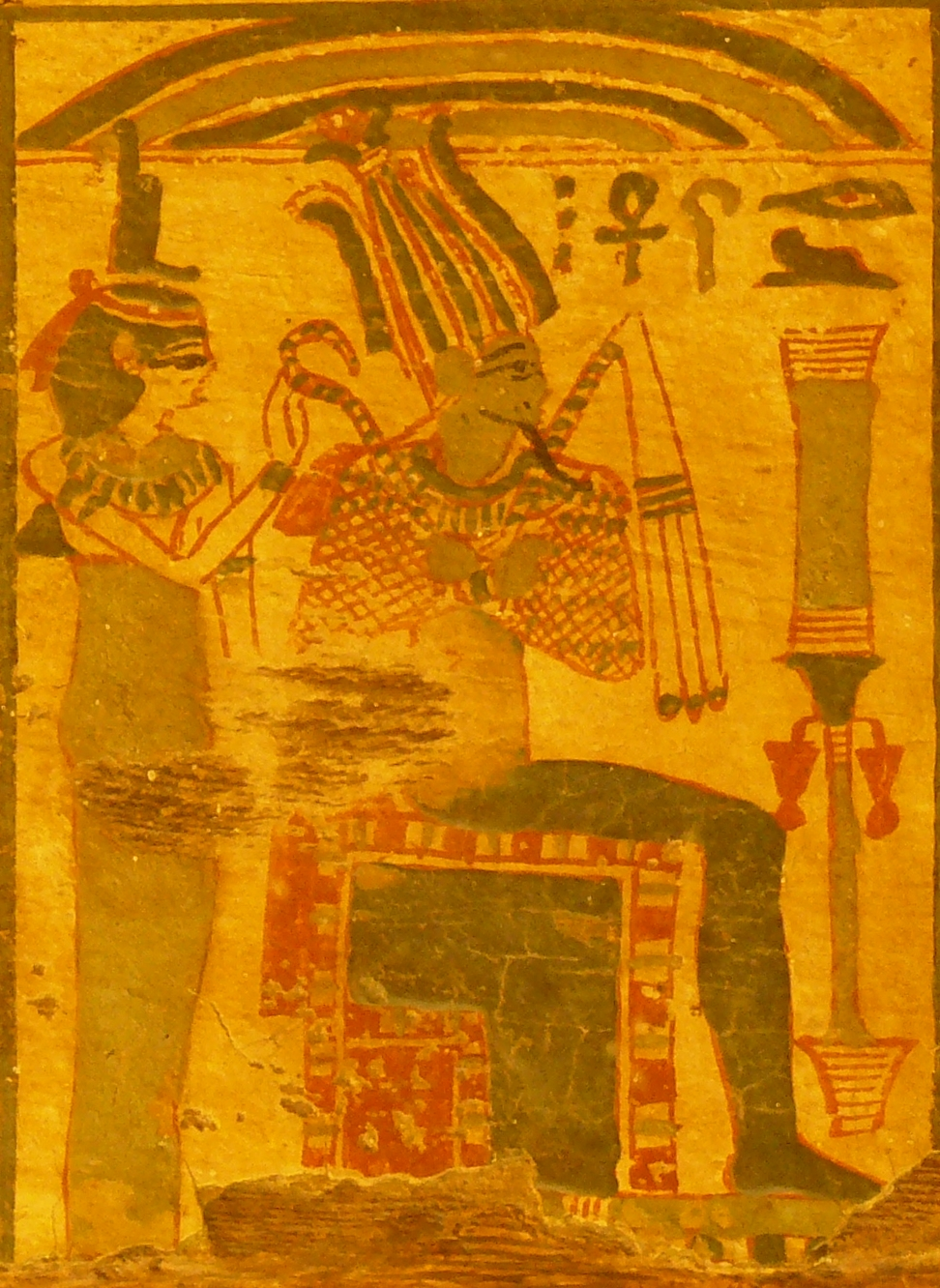
Iside e Osiride

Tratto dal Papiro di Ossirinco n.1380, 1. 214-216, risalente al II secolo a.C.:
[…] Dea dalle molte facoltà,

onore del sesso femminile.

[…] Amabile, che fa regnare la dolcezza nelle assemblee,

[…] nemica dell'odio […],

[…] Tu regni nel Sublime e nell'Infinito.

Tu trionfi facilmente sui despoti con i tuoi consigli leali.

[…] Sei tu che, da sola, hai ritrovato tuo fratello (Osiri), che hai

ben governato la barca, e gli hai dato una sepoltura degna di lui.

[…] Tu vuoi che le donne (in età di procreare) si uniscano agli uomini.

[…] Sei tu la Signora della Terra […]

Tu hai reso il potere delle donne uguale a quello degli uomini!